# Luri
Pour les articles homonymes, voir Luri (homonymie).
Luri est une commune française située dans la circonscription départementale de la Haute-Corse et le territoire de la collectivité de Corse. Elle appartient à l'ancienne piève de Luri dont elle était le chef-lieu, dans le Cap Corse.

## Géographie

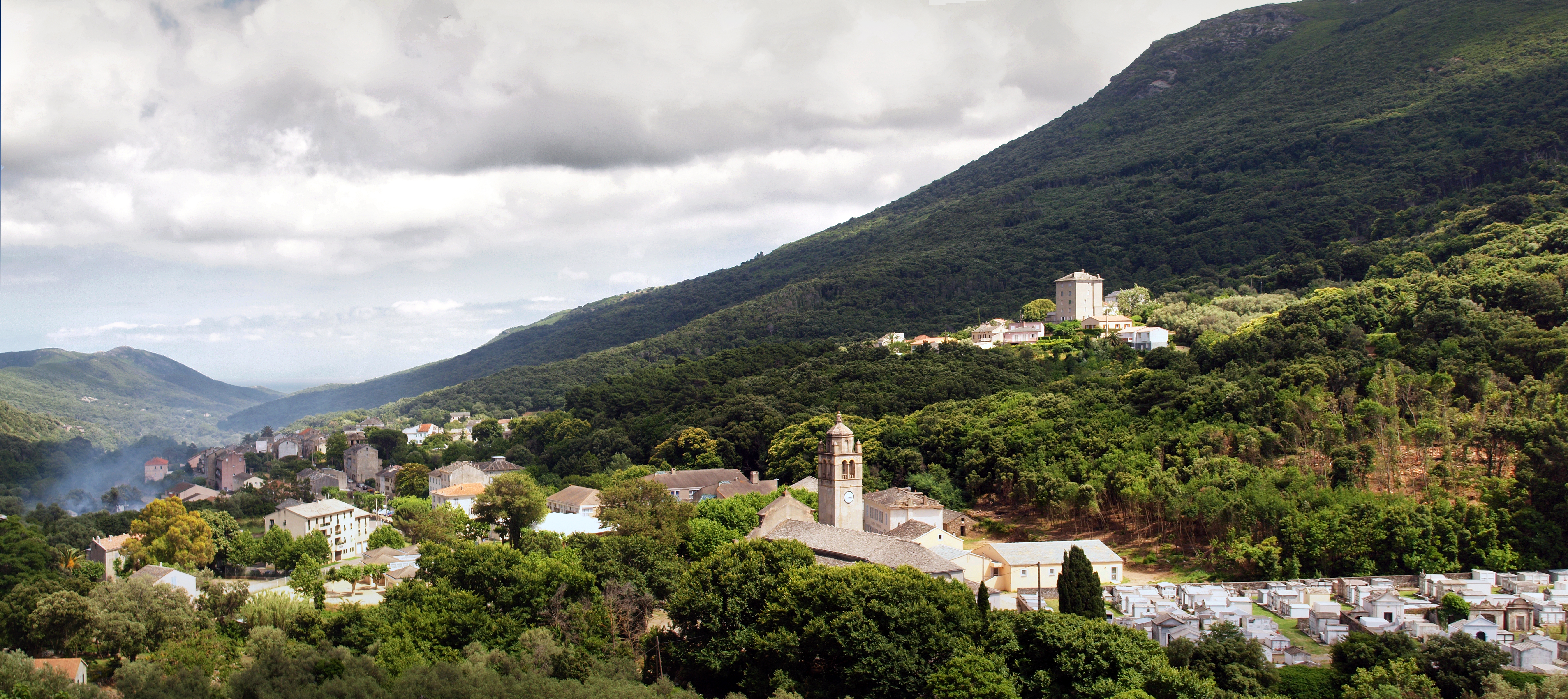
Panorama de la commune.

### Localisation
Luri est une commune située au centre de la façade orientale du Cap Corse. Ancienne pieve religieuse du même nom, Luri a appartenu à des seigneuries de la fin du IXe siècle à la fin du XVIe siècle, avant de passer sous l'administration génoise jusqu'à la deuxième moitié du XVIIIe siècle, puis de devenir française. Luri est aujourd'hui l'une des dix communes du canton de Capobianco dont Rogliano est le chef-lieu.
| Morsiglia  | Meria   | Mer Tyrrhénienne |
| Pino       | Luri    | Mer Tyrrhénienne |
| Barrettali | Cagnano | Mer Tyrrhénienne |

### Géologie et relief
La commune occupe la plus profonde vallée du Cap Corse, c'est une péninsule divisée en deux parties inégales par une chaîne de montagnes aux crêtes effilées, d'une altitude plus modeste au nord qu'au sud mais d'une remarquable continuité, les cols étant de véritables ensellements. Le Cap Corse est un bloc de schistes lustrés édifié au tertiaire lors de la surrection des Alpes sur un socle hercynien de la fin de l'ère primaire. À l'est de la péninsule, schistes sériciteux à l'aspect soyeux et ridé, schistes chloriteux, schistes calcaires ou calschistes et cipolins dominent.
Ceinte de montagnes assez hautes, cette vallée était plus protégée que ses voisines et a moins souffert des destructions barbaresques. C'est ce qui explique sa prospérité d'autrefois. C'était une vallée charmante chi Diu fece in un surrisu (que Dieu fit en un sourire).
Limites territoriales

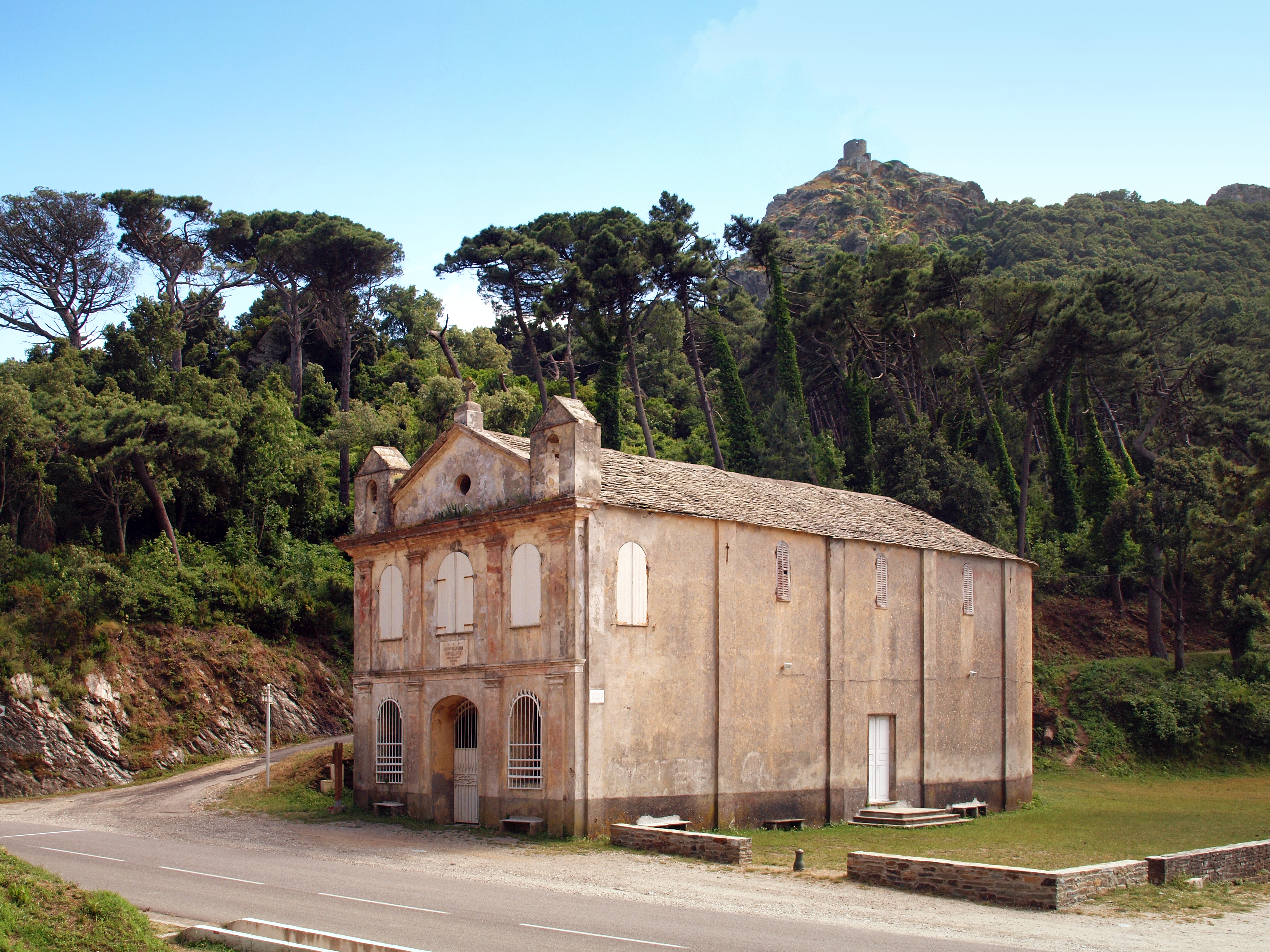
L'église et le col de Santa Lucia.

- Au nord, la démarcation entre Luri et Meria est représentée par une ligne partant d'un point situé à une centaine de mètres au sud de Punta di Gulfidone (sommet de 606 m « à cheval » sur Morsiglia et Meria), orientée au sud-est par delà le ruisseau de Lissandru, jusqu'à la chapelle San Salvadore (148 m), puis suivant une ligne de crête jusqu'aux ruines de Mata (181 m) et descendant sur la côte au lieu-dit Lamone.
- À l'est, la commune est bordée par la mer Tyrrhénienne. La façade maritime est courte, soit environ deux kilomètres de côtes rocheuses, au milieu de laquelle est situé le port de Santa Severa.
- Au sud, la démarcation démarre à la côte, depuis un point situé à 500 m (distance orthodromique) au nord-est de la plage de sable de Porticciolo (Cagnano). Orientée à l'ouest, elle suit la crête de E Spelonche jusqu'au col de la Serra (305 m), puis atteint Monte Castellu situé au nord du couvent d'Oveglia ruiné (Cagnano). La démarcation suit vers le sud une ligne de crête jusqu'au Monte Alticcione (1 139 m) près duquel est situé le point le plus élevé de la commune à (1 136 m).
- À l'ouest, la ligne part du Monte Alticcione, suit la ligne de crête passant par Punta Tigglietu (1 058 m), Punta Gavinacce (855 m), Monte Zuccarellu (673 m), Pinzu a Vergine (593 m) où se trouvent des menhirs, frôle Monte Liccioli (747 m), rejoint Monte Grofiglieta (836 m), Punta Rasiccia (714 m), longe les versants occidentaux du Monte Rottu (650 m), passe par la Torre di Seneca (564 m) « à cheval » sur Pino et Luri, le col de Santa Lucia (381 m) franchi par la route D180, passe par le Monte Popolu (520 m), Punta di a Filetta Suprana (590 m) et atteint enfin son point de départ au sud de Punta di Gulfidone.

### Hydrographie

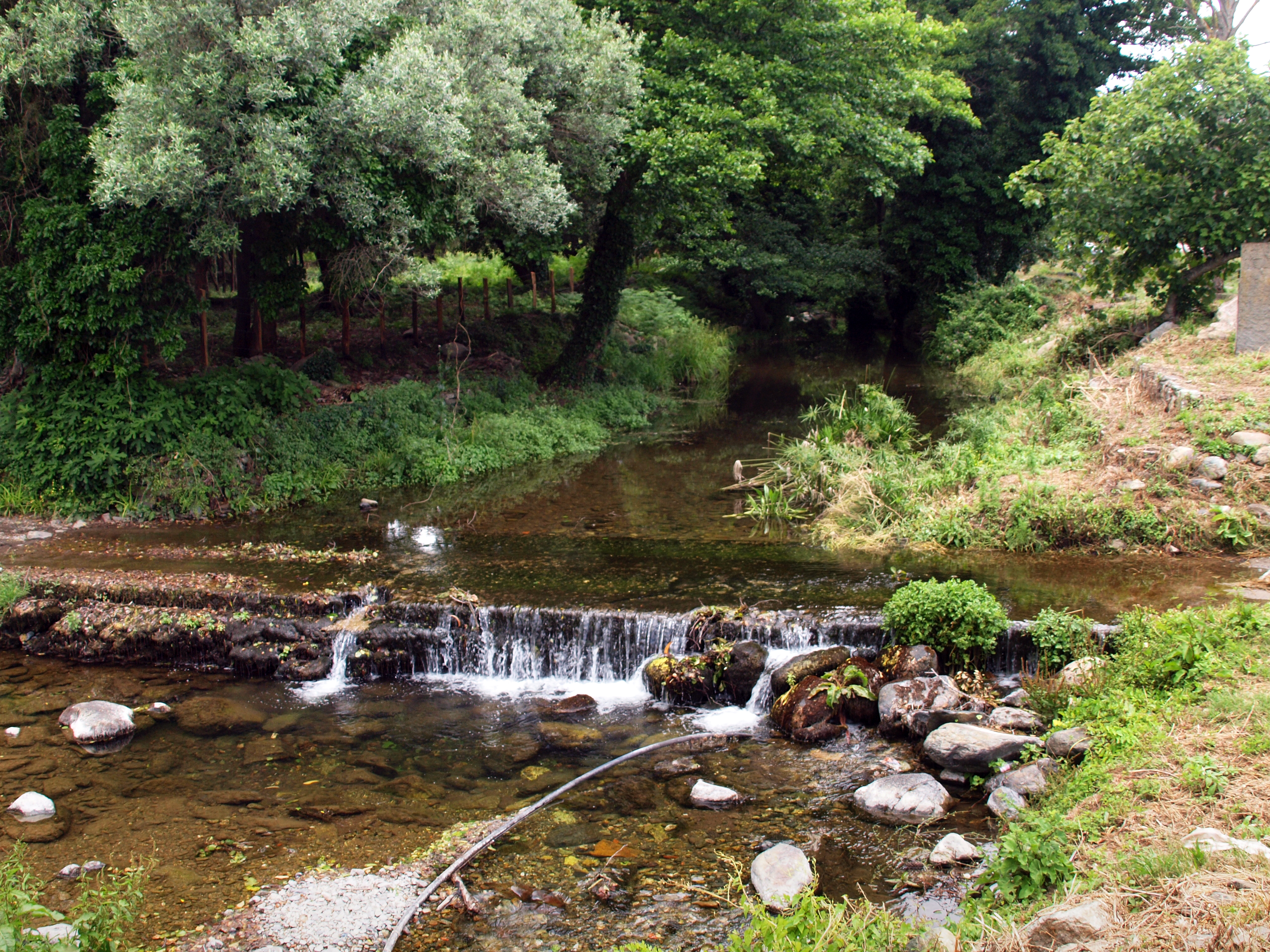
Gué sur le Luri à Campu.

La vallée de Luri, ouverte sur la mer mais fermée vers l'amont car adossée à la chaîne axiale, est représentée par tout le bassin versant du petit fleuve côtier Luri qui la traverse d'est en ouest, pour se jeter dans la Mer Tyrrhénienne à Santa-Severa, hameau sur son littoral. Il faut y ajouter au nord, une partie (l'adret et le bas de l'ubac) de la haute vallée du ruisseau de Lissandru durant son parcours sur Luri.
Comme toutes les autres du Cap Corse, la commune ne possède que de capricieux torrents desséchés en août dans la partie inférieure de leurs cours, mais très volumineux l'hiver et au printemps. Le régime torrentiel de ces petits fiumi (fleuves) et l'absence d'un indispensable manteau forestier régularisateur occasionnent des crues catastrophiques comme en 1920 et en 1947.

### Climat et végétation
Luri bénéficie d'un climat méditerranéen maritime aux écarts thermiques modérés ; les hivers y sont plus chauds et les étés plus tempérés que partout ailleurs en Corse, car protégé par la chaîne axiale du Cap des forts vents d'ouest dominants beaucoup plus sensibles au sud sur la région bastiaise.
La vallée limoneuse est fertile, verdoyante, les flancs des montagnes couverts d'une épaisse végétation de chênes verts et de châtaigniers sur les hauteurs, le maquis y est très haut. Pourtant, Les cultures n'occupent qu'une faible partie du bas de la vallée, avec des vignes essentiellement.

## Urbanisme

### Typologie
Au 1er janvier 2024, Luri est catégorisée commune rurale à habitat dispersé, selon la nouvelle grille communale de densité à sept niveaux définie par l'Insee en 2022.
Elle est située hors unité urbaine. Par ailleurs la commune fait partie de l'aire d'attraction de Bastia, dont elle est une commune de la couronne,. Cette aire, qui regroupe 93 communes, est catégorisée dans les aires de 50 000 à moins de 200 000 habitants,.
La commune, bordée par la mer Méditerranée, est également une commune littorale au sens de la loi du 3 janvier 1986, dite loi littoral. Des dispositions spécifiques d’urbanisme s’y appliquent dès lors afin de préserver les espaces naturels, les sites, les paysages et l’équilibre écologique du littoral, tel le principe d'inconstructibilité, en dehors des espaces urbanisés, sur la bande littorale des 100 mètres, ou plus si le plan local d’urbanisme le prévoit.

### Occupation des sols
L'occupation des sols de la commune, telle qu'elle ressort de la base de données européenne d’occupation biophysique des sols Corine Land Cover (CLC), est marquée par l'importance des forêts et milieux semi-naturels (87,5 % en 2018), une proportion sensiblement équivalente à celle de 1990 (89,2 %). La répartition détaillée en 2018 est la suivante : 
milieux à végétation arbustive et/ou herbacée (56,5 %), forêts (22,2 %), zones agricoles hétérogènes (10,2 %), espaces ouverts, sans ou avec peu de végétation (8,8 %), zones urbanisées (1,2 %), prairies (0,9 %), eaux maritimes (0,2 %). L'évolution de l’occupation des sols de la commune et de ses infrastructures peut être observée sur les différentes représentations cartographiques du territoire : la carte de Cassini (XVIIIe siècle), la carte d'état-major (1820-1866) et les cartes ou photos aériennes de l'IGN pour la période actuelle (1950 à aujourd'hui).

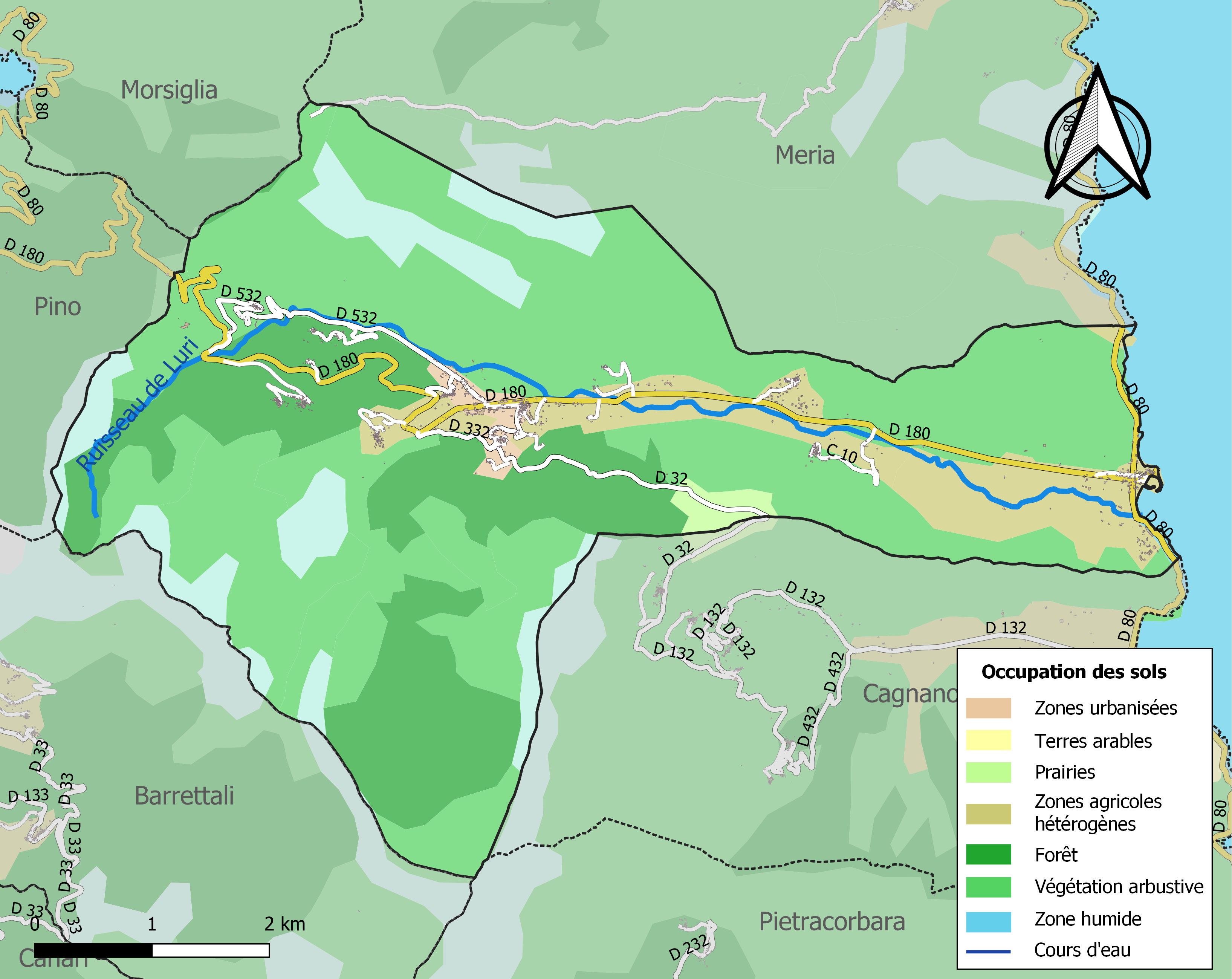
Carte des infrastructures et de l'occupation des sols de la commune en 2018 (CLC).

### La vallée de Luri
C'est la partie du territoire communal se présentant sous forme d'un long corridor compris entre la cuvette de Piazza et ses environs, jusqu'à Santa Severa sur le littoral, et qui est la partie la plus habitée.

#### Santa Severa

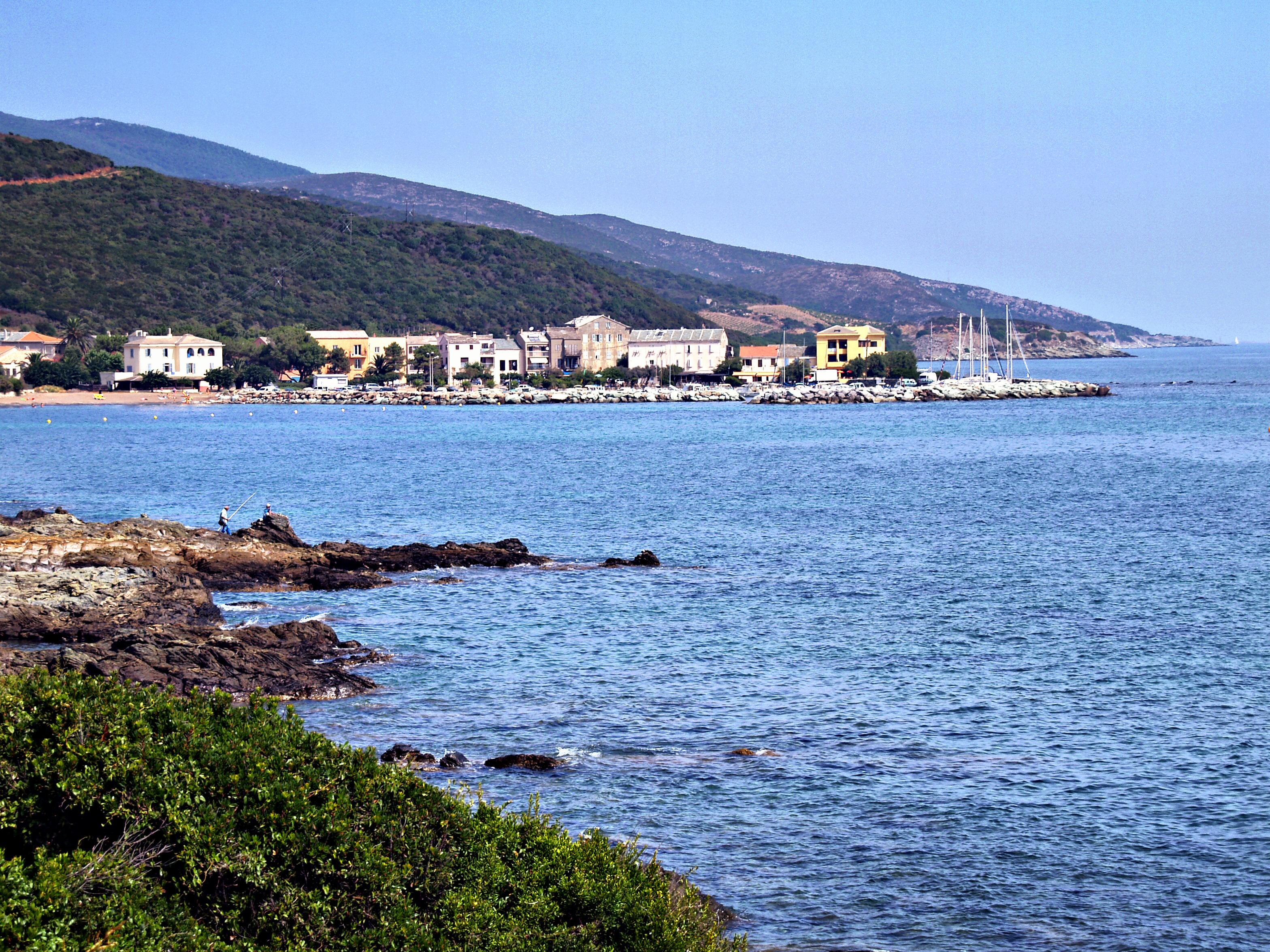
La marine de Santa Severa.

Santa Severa est la marine de Luri, construite dès le début du XVIIIe siècle à une vingtaine de kilomètres au nord d'Erbalunga. C'est avant tout, un petit port de pêche. Toutefois, il a été doté d'une capitainerie et de commodités (douches et toilettes), pour la « petite plaisance » qui peut s'avitailler en eau et carburant. Un petit chantier de construction navale existait jusqu'en 1875. Les quatre felouques corses qui ont pris part à la bataille de Lépante en 1571 y auraient été construites.
Santa Severa doit son nom à l'ancienne bourgade de Santo Severio, dite « Santa Soeria » au Moyen Âge où jadis, dès le IIIe siècle, devait être vénéré Severinu, Corse martyrisé à Calvi en mai 225 avec Ristituta (sainte Restitude) toujours vénérée à Calenzana.
Santa Severa a une chapelle Santa Catarina.
Autrefois, une tour carrée dite « Tour de Santa Severa », avait été occupée en janvier 1558 par les Génois (la Corse était alors française, malgré la Trêve de Vaucelles), puis reprise par les Français en octobre 1558. En 1559 le traité de Cateau-Cambrésis, qui mit fin au conflit entre la France d'un côté et l'Espagne et l'Angleterre de l'autre, rendra la Corse à Gênes alliée de Charles-Quint.
La tour était encore visible en 1928. Il n'en reste plus rien.
Au nord-ouest de Santa Severa, à environ 1 400 m de la côte et en limite septentrionale de la commune, se trouvent les ruines de Mata et de sa tour circulaire. Ce village ruiné par les Sarrasins au XVIe siècle, a été abandonné au XVIIIe siècle.

#### Hameau de Tufo
U Tufu (en langue corse) est un hameau de la vallée, situé à mi-chemin, entre Santa Severa et Piazza, le centre communal. Tufo possède une chapelle Santa Maria Natività (Notre-Dame de Lavasina). Son accès depuis la route D180 se fait par le lieu-dit Casanova, avec un pont sur le ruisseau de Luri. On y trouve un réservoir d'eau potable, alimenté par une source captée.

#### Campu

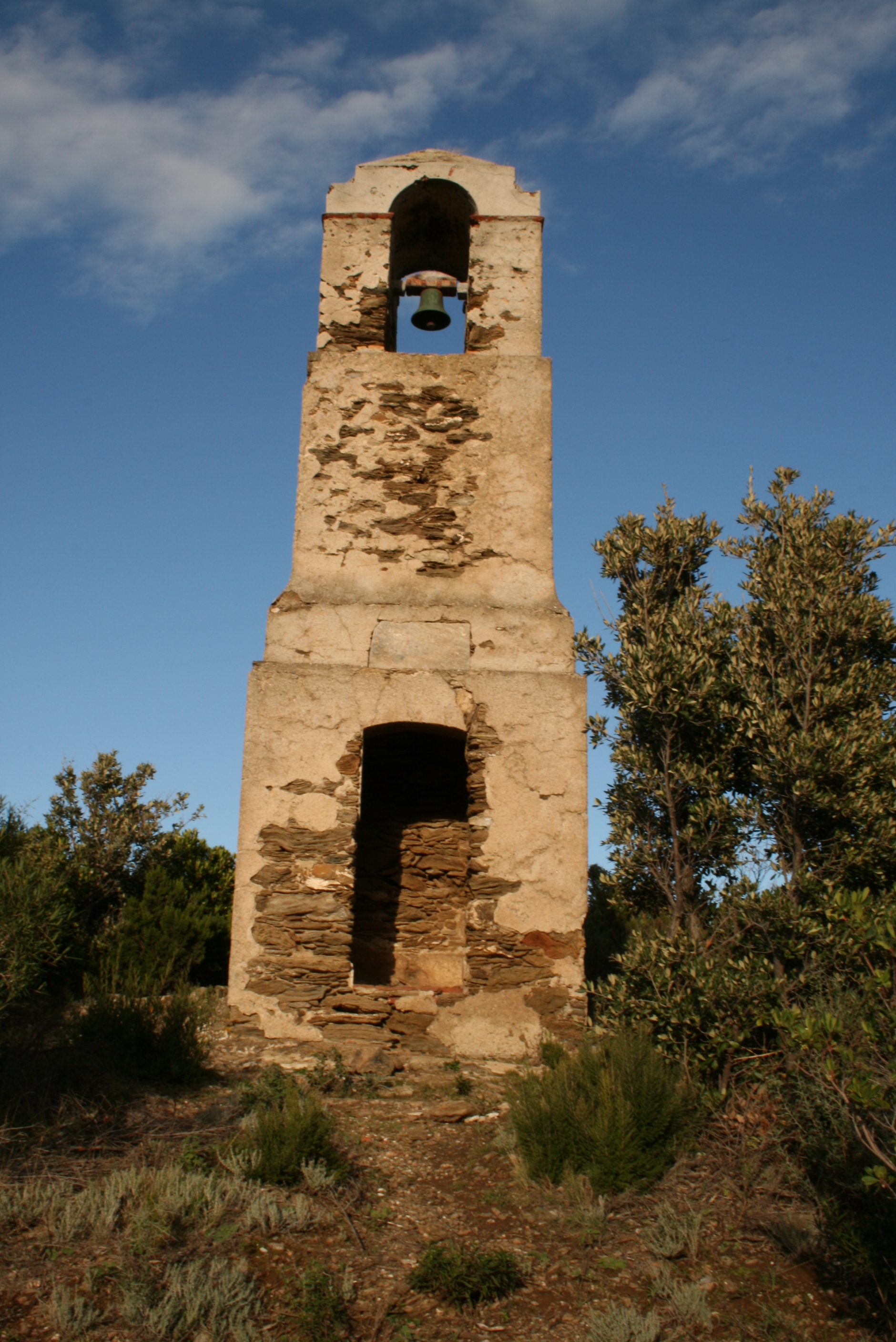
Le Clocher de la chapelle San Salvadore.

U Campu est un village de la vallée, situé au nord de Tufo, sur l'autre rive du ruisseau de Luri. À son origine, ce village était un camp militaire, une base à partir de laquelle les chevaliers d'antan étaient partis à la reconquête de l'île sur les Maures. Il était ainsi devenu le centre du fief des seigneurs De Campo di Luri. La tour qui fut le siège de leur administration a totalement disparu.
Campu possède une chapelle San Sebastianu. Plus à l'ouest en limite septentrionale de la commune, en plein maquis, se situe la chapelle San Salvadore (son nom exact est San Sebastianu e San Salvadore) avec son remarquable campanile distant de 80 m. Cet édifice religieux a été bâti sur l'emplacement d'un sanctuaire du Xe siècle une cinquantaine de mètres plus haut que Campu.
Plus à l'ouest, sur la rive gauche du Luri, se trouvent les ruines du hameau de Vallicella, et les lieudits Piane et Giurdana. On y retrouve La maison de retraite « La Chênaie » et autrefois rattaché à elle la « Clinique du Cap », le seul établissement hospitalier du Cap Corse, une clinique psychiatrique.

#### Renola
A Renula est un village composé de deux quartiers : Renula Suprana et Renula Suttana. Ces quartiers sont séparés par une chapelle dédiée à la Cuncezziòne (l'Immaculée Conception), déclarée en 1736 « Reine » de la Corse.
En 1875, Renula comptait trois fois plus de maisons. Au sud-est du village, la route D 180 franchit le ruisseau de Luri au pont de Centurione, reconstruit en 1977.

#### Piazza
L'origine de son nom vient du latin plates signifiant « espace plat ». Piazza est le village principal, le centre communal de Luri. Il est parfois désigné sous le nom de Luri, du nom de la vallée dont il est le chef-lieu.
Au XVIIIe siècle, Pascal Paoli pensa faire de Luri la capitale du Cap Corse, du fait de sa position géographique centrée dans la presqu'île. Mais l'éloignement des nombreux hameaux et villages de la vallée a contrarié son choix, l'amenant à choisir Rogliano comme chef-lieu de la province.
Piazza renferme une chapelle SS. Giacomu e Filippu.
Piazza est entouré de quartiers : 
- à l'est Contra, un quartier récent ;
- à l'ouest, Corso et Santo Pietro. Santo Pietro est encore appelé Pieve, renferme une église SS. Pietro e Paolo (Saints Pierre et Paul) édifiée au XVIIe siècle sur l'emplacement d'un sanctuaire du IXe siècle, en remplacement d'un sanctuaire paléochrétien. De style baroque classique, l'église qui est inscrite Monument historique, renferme des œuvres classées ;
- au nord-ouest, Ciocce.

Au nord de Piazza se situe le hameau de San Roccu, construit autour de sa chapelle San Roccu (Saint Roch).

#### Poggio

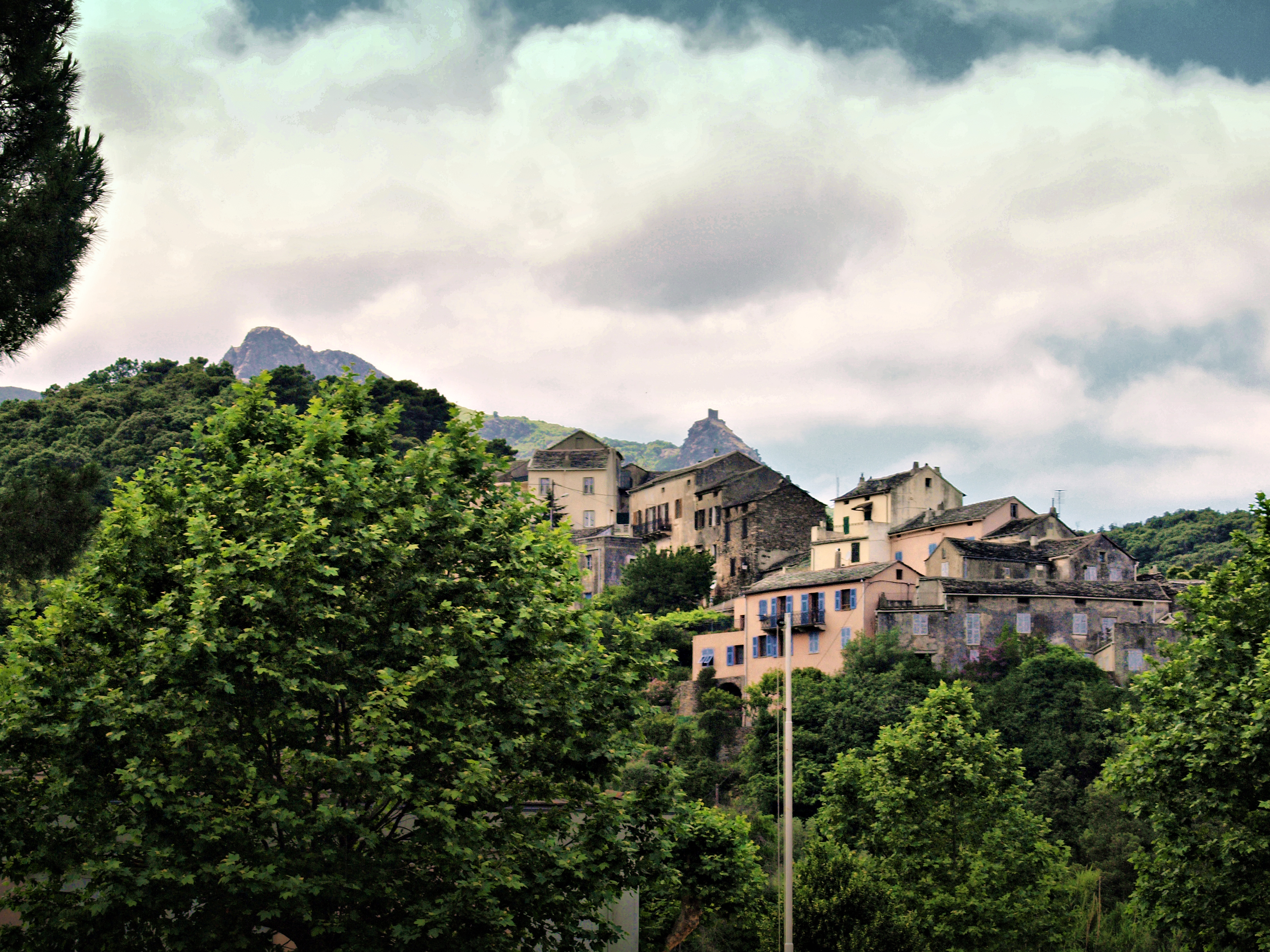
Poggio et la tour de Sénèque.

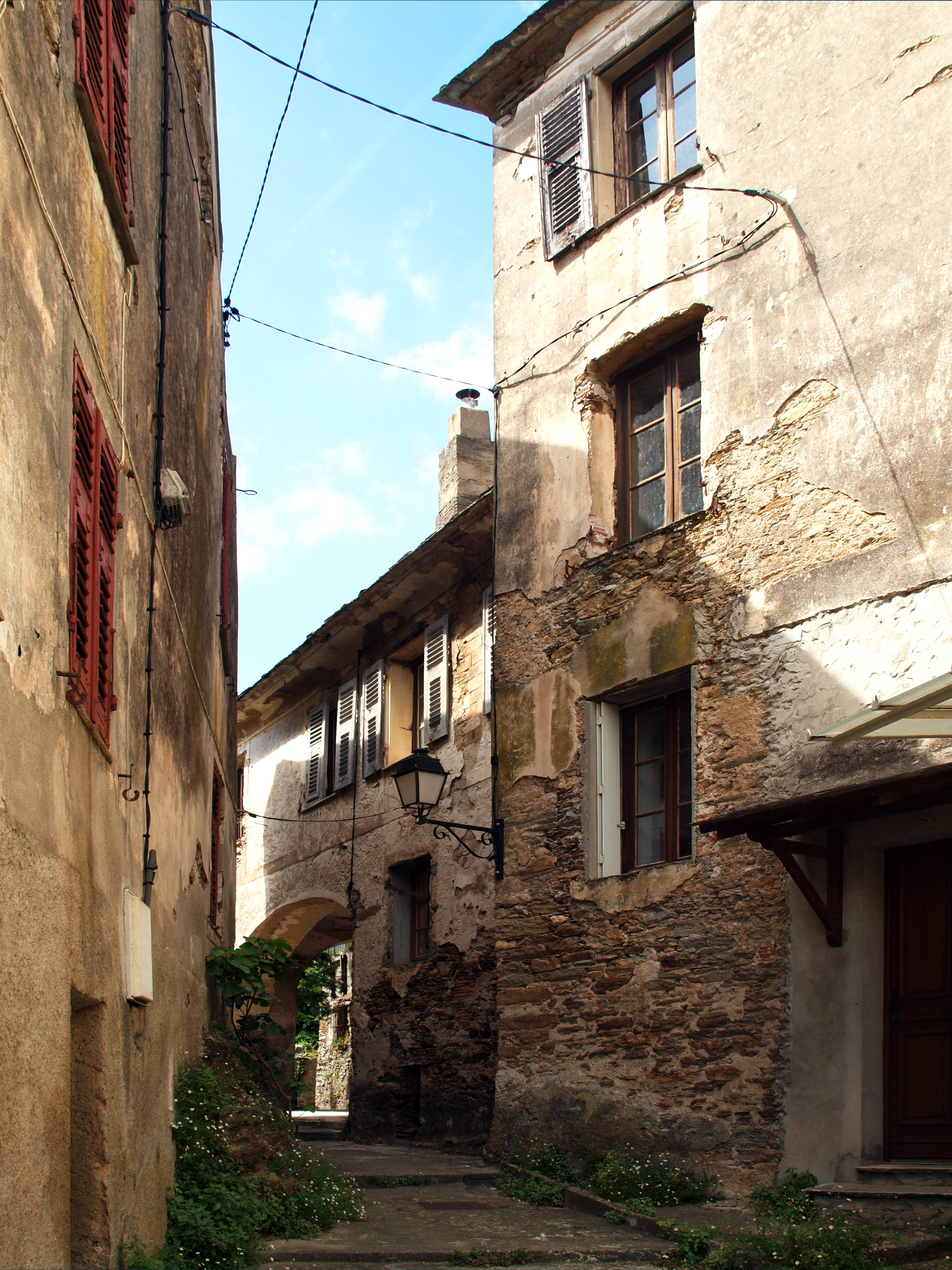
Ruelle de Poggio.

Poggiu est un village situé sur des hauteurs au nord-ouest de Pieve. Poggiu vient du grec podion signifiant « petit sommet ». Le petit village s'étire groupé sur l'échine d'une arête rocheuse. On y trouve l'église San Antonio du XIVe siècle qui se trouvait dans l'enceinte du château de Poggio Luri aujourd'hui disparu.

#### Castiglione
Castiglione est un petit village situé à près de 200 mètres au sud de Piazza. La légende raconte que Sénèque y habita durant son exil. Castiglione était à ce temps là un oppidum romain ; son nom dérive du latin castellum. Le village possède une chapelle dédiée à Notre-Dame du Mont-Carmel (A Madònna di u Càrmine).
Au sud-est, dominant Castiglione, se trouve Gitta (a Ghjita), son hameau construit en terrasse. Gitta renfermait en 1845 une confrérie Santa Croce.
À moins d'un kilomètre à l'ouest de Castiglione, peu après le pont de Berignanu sur le ruisseau de Furcone, à la jonction des routes D 180 et D 332, est située la chapelle San Michele.

#### Castello
Autre village de Luri, Castello se situe à environ un kilomètre de Castiglione. Il est accessible par une petite route finissant en cul-de-sac. Celle-ci démarre de la D 180, au nord de la chapelle San Michele précitée. La route passe par l'ancienne mine d'antimoine de Pastinu, exploitée de 1863 à 1914 par différents concessionnaires locaux et étrangers.
Le village recèle une chapelle San Giuvanni-Battista. Castello se trouve à une altitude moyenne de 180 m, au pied de l'arête rocheuse en haut de laquelle a été bâti le village de Liccetu (310 m et plus d'altitude). Il doit son nom au fait d'être en dessous et à l'est du lieu-dit « Torre » où existe le site fortifié protohistorique de Lurinum, encore florissant du temps des Romains. Ce site d'un hectare, protégé au sud par un escarpement naturel renforcé par endroits par une enceinte encore visible, protégé à l'ouest par un fossé et une palissade, ensemble portant le nom latin de vallum, longé au nord par un chemin reliant Castello au Liccetu, a livré des murs parfaitement appareillés, des tessons de poterie de l'âge du fer, des tessons de céramiques campanienne, romaine et cap-corsine, ainsi que des tessons d'amphores et de vases.
Au sud de Castello, se trouvent les ruines de la chapelle San Michele Vecchiu.

### Luri Suprano
Cette partie haute de la commune contraste avec la vallée. Le maquis y est plus haut ainsi que les chênes verts et autres essences. C'est à cet étage que poussent des châtaigniers.

#### Liccetu
Liccetu, du latin ilicetum signifie bosquet de chênes-verts. C'est un petit village au sommet d'une arête rocheuse au pied de laquelle se trouve Castello. Il a compté jusqu'à 111 habitants en 1875. S'y trouve une chapelle dédiée à la Trinité (Trinità).
Au nord-est, le tout petit hameau (3 maisons) de Sorbu (ce mot signifie sorbier, un arbre dont les fruits et le bois étaient autrefois appréciés). Sorbu comptait 33 habitants en 1875. De nos jours, il est inhabité en hiver.

#### Fieno
Fieno (Fienu) est un petit village tout proche de Liccetu, et dont la chapelle Sant'Agata est située en contrebas, comme dans d'autres villages de la commune. De Fieno part un sentier en boucle, menant aux cinq menhirs de Bocca a u Pinzu a Verghine.
Au nord-ouest de Fieno, un autre petit hameau d'à peine trois maisons : Mercuri (ou Mercurio) rappelle qu'il a été fondé par les Romains qui y vénéraient le dieu Mercure. Il est accessible par un chemin.

#### Spergane
Spergane (ou Spercane) est un très ancien village fondé voilà vingt-cinq siècles par les Phocéens qui lui ont donné ce nom à cause des précipices (grec sperkhnos) qui l'entourent. Ce petit village d'une dizaine de petites maisons groupées, étagées le long d'une arête rocheuse, n'est accessible qu'à pied. Il possède une petite chapelle Sant'Antone.
En bas de Spergane, on découvre les ruines de la chapelle San Ghiseppu, et plus bas encore, (latin fundulus), « au fond » du village comme on le retrouve par ailleurs, se trouve la tour carrée de Fundali, partiellement ruinée. Au XVIe siècle, cette tour a servi de résidence au seigneur de Luri Supranu. L'un d'eux, Marco Gentile Bartolomei, époux de Marfisa (fille de Vincent de Gentile) eut un fils Angelo Bartolomei. Celui-ci avec deux autres notables de Luri, obtient en 1646 un droit de port d'armes pour douze personnes en plantant en cinq ans 40 000 pieds de vigne.
Près de la tour, une petite mine d'antimoine était autrefois exploitée. Il existait aussi un grand baraquement pour segantini, scieurs en long italiens, venus effectuer des coupes dans les forêts de Luri.

#### Piana
Piana est un petit village bâti sur un site plat, d'où son nom. Le village possède une chapelle Sant'Erasmu. Il comptait soixante habitants en 1875. Il est accessible par une route finissant en cul-de-sac et démarrant de la D 532 et passant par le village d'Alzetu.
À 500 m à l'est de la tour de Fundali, se dresse une autre tour carrée, la Tour de Piana.

#### Alzetu
Autre petit village niché au lieu-dit « Vigne Piane » (autrefois au milieu des vignes), Alzetu doit son nom à alnus, mot latin signifiant aulne (alzu en corse suivi du suffixe -etu désigne l'aulnaie). Alzetu comptait 68 habitants en 1875.

### Voies de communication et transports
L'accès difficile de la vallée mit relativement les habitants à l'abri des incursions barbaresques au cours des siècles.

#### Accès routiers
Depuis 1859, Luri est reliée à Bastia par la route. La commune est longée par la D 80, la route qui fait le tour du littoral du Cap Corse. À l'entrée sud de Santa-Severa par la D 80, un pont construit en 1975 permet de franchir le fiume di Luri.
Très longtemps, elle est restée une route empierrée, sinueuse, longeant la côte. Ce n'est qu'à la fin du siècle dernier, lors de la réalisation en 1975 de la modernisation de la route Bastia - Macinaggio, qu'elle a été élargie, mise au gabarit avec une chaussée large de 6 mètres, rectifiée comme à Meria où elle passait sous la tour avec un grand virage
La visite des hameaux et sites composant la commune se fait en partant de la corniche littorale vers I'intérieur avec la route D 180 qui relie Santa Severa à Pino, via le col de Santa Lucia (381 m) « à cheval » sur les deux communes. La chapelle Santa Lucia qui s'y dresse remplace une ancienne église Santa Lucia qui fut l'une des deux paroisses de la pieve de Pino autrefois. Le col est franchi par une tranchée creusée en 1871 à l'emplacement d'un ancien cimetière.

#### Transports
Luri possède un port de plaisance à la marine de Santa Severa. Toutefois ce port ne peut accepter que des navires de faibles tonnages.
Il n'existe pas d'autres moyens de transports de voyageurs. Santa Severa est distant, par route, de 25 km de Bastia, ville dotée d'un port de commerce, d'une  gare des CFC et de l'aéroport de Bastia Poretta.

## Toponymie
L'origine du nom Luri viendrait d'un mot antique pré-indo-européen qui désigne le laurier et qui a donné le nom de lauris en latin, mot plus récent que celui de Luri remontant à la protohistoire.

## Histoire

### Préhistoire
Le site de Luri a été habité depuis fort longtemps par l'homme. Il existe au moins deux sites préhistoriques :
- Site de l'ancien couvent à l'est de la Tour de Sénèque (Torre di Seneca)
- Site de la grotte Alessandro au nord-ouest de San Salvadore, daté de l'âge de Bronze. L'érosion y a creusé plusieurs grottes. Une légende raconte qu'une de ces grottes communique avec le golfe d'Alisu (Morsiglia), à 6 km à l'ouest.

### Antiquité
Il est aussi le site protohistorique de Lurinum, une cité fortifiée ayant à sa tête des magistrats et des prêtres. Selon Ptolémée, la civitas de Lurinum se trouvait sur le territoire occupé à l'époque par le peuple des Vanacini. Elle commerçait avec les Phocéens il y a plus de vingt-cinq siècles déjà. Spergane fut fondé par les Phocéens.
Les Romains avaient créé un oppidum à Castiglione pour contrôler la région, et ils vénéraient Mercure à Mercuri, lieu proche de l'ancien couvent San Nicolao sous la Tour de Sénèque.

Le site fortifié protohistorique de Lurinum d'un hectare environ, protégé au sud par un escarpement naturel renforcé par endroits par une enceinte encore visible, et à l'ouest par un fossé et une palissade, l'ensemble portant le nom latin de vallum, a livré des murs parfaitement appareillés, des tessons de poterie de l'Âge du Fer, des tessons de céramiques campanienne, romaine et cap-corsine, ainsi que des tessons d'amphores et de vases.
Il est dit que Sénèque aurait passé son exil (de 41 à 49 ap. J.-C.) à Lurinum et Ampuglia, dans la tour qui porte aujourd'hui son nom (ce qui est évidemment une légende, liée à une déviation étymologique, puisqu'il faut restituer zènnica en langue corse et -non Senneca-, ce qui signifie "rocher abrupt, précipice, terrain accidenté", selon F.D. Falcucci. Cette tour est accessible depuis le col Sainte-Lucie.

« Le malheur de la Corse voulut que Sénèque y fût exilé : il avait entretenu des relations coupables, au dire de Messaline, avec la fameuse Julie, fille de Germanicus et nièce de l'empereur Claude. Et Sénèque crut adoucir le cœur de ses juges en leur représentant le pays de son exil comme un rocher sauvage et les habitants comme des monstres. « La barbare Corse est fermée de toutes parts par des rocs escarpés ; terre horrible où l'on ne voit partout que de vastes déserts ! L'automne n'y donne point de fruits, ni l'été de moissons ; le printemps n'y réjouit point les regards par ses ombrages ; aucune herbe ne croit sur ce sol maudit. Là, point de pain pour soutenir sa vie, point d'eau pour étancher sa soif, point de bûcher pour honorer ses funérailles. On n'y trouve que deux choses : l'exilé et son exil. » Le trait est joli, mais l'exagération est manifeste ; Ovide n'avait pas eu des couleurs moins sombres en décrivant le village perdu au fond de la Thrace, où il avait traîné pendant neuf ou dix ans une vie misérable. Quant aux Corses, ils ne savent faire que quatre choses : se venger, vivre de rapines, mentir et nier les dieux.
Prima est ulcisci lex, altera vivere raptu, Tertia mentiri, quarta negare deos! »

— Colonna de Cesari Rocca in Histoire de Corse Ancienne librairie Furne Boivin & Cie, Éditeurs 5, rue Palatine Paris VIe 1916

« La tradition corse place à Luri le lieu de son exil ; dans les environs s'élève la « tour de Sénèque », dont la construction n'a rien de romain : c'est un donjon de l'époque féodale. L'ortie qui pousse au pied de la tour est « l'ortie de Sénèque » parce que des paysans de Luri fustigèrent avec de l'ortie le philosophe stoïcien qui s'était permis d'embrasser une jeune paysanne. Au vrai, Sénèque a dû être relégué dans Aléria ou dans Mariana jusqu'au jour où, Messaline morte, Agrippine le rappela pour servir de précepteur à Néron »

— Colonna de Cesari Rocca in Histoire de Corse
Une stèle funéraire à quatre personnages de l'époque romaine a été découverte à Luri.

### Moyen Âge

#### Domaine monastique
Sur le plan religieux, Luri était le centre de la piève éponyme qui occupait tout le nord de la péninsule du Cap Corse dépendant du diocèse de Mariana.
En 1176, à la suite d'un litige qui oppose l'abbé de la Gorgone et le piévan de Luri lequel portait sur les limites entre la piève de Luri et de Santa Maria della Cappella, ce territoire est partagé en deux, et les communautés de Rogliano, Tomino et Meria passent sous l'autorité religieuse du desservant de Santa Maria della Cappella. Tomino, dont l'église San Nicolao a été offerte à la Gorgone en 1116 par l'évêque de Mariana, est érigée en piève dans le courant du XIIIe siècle. Elle constitue dès lors une petite enclave dans celle de Santa Maria della Cappella. Cependant, les desservants des onze églises recensées dans ces circonscriptions ne dépendaient pas tous des deux piévans liés au monastère ; seuls six églises étaient effectivement sous leur contrôle.

#### Territoire castral
Entre le XIIe siècle et le milieu du XIVe siècle, le Cap Corse a connu un fort développement des seigneuries. 

« Durant la seconde moitié du XIIe siècle le territoire est divisé en grands domaines aux mains des abbayes et de quelques familles d'origine locale ou péninsulaires ne possédant pas forcément de châteaux. À partir de 1179 au plus tard, des lignages génois prennent possession de ces terres, peut-être grâce à l'accord passé avec Guglielmo de Massa. En 1246, le Cap apparaît fortement structuré par de grandes seigneuries aux mains des familles génoises ; Ansaldo da Mare achète alors la partie nord du Cap, avec six châteaux, et les Avogari se retirent dans la moitié sud. Enfin, au tournant du XIIIe siècle et du XIVe siècle, le développement économique engendre la construction de nouvelles fortifications plus aptes à contrôler les déplacements des marchandises et des hommes »

— Daniel Istria, Pouvoirs et fortifications dans le nord de la Corse : du XIe siècle au XIVe siècle - p. 160
Dans le sud du Cap Corse, les fortifications appartenaient à Sozo Pevere qui les a lui-même acquises après un partage avec les Avogari : Motti, Oveglia et Minerbio. Trois ans plus tard, en 1249, ce même Sozo Pevere se défait également de ses terres de l'extrême nord.
La Villa de Luri est mentionnée pour la première fois en 1248 dans les textes médiévaux.
De la fin du IXe siècle à 1249, Luri fut le centre du fief des De Campo di Luri
qui administrait aussi Meria, Tomino et le sud de Rogliano.
En 1198, les seigneurs De Campo di Luri acceptèrent la tutelle des Avogari, seigneurs de Nonza, puis en 1249 vendent leurs droits au génois Ansaldo da Mare amiral de la flotte de l'empereur Frédéric II. L'acte de vente daté de 1249, rédigé à Pise, indique que les terres objet de la transaction et sises à l'extrémité nord du Cap, appartenaient jadis au marquis de Massa. Ansaldo acquiert en deux fois, pour 4 000 livres génoises, les fortifications de la moitié nord du Cap.
Luri s'intégre ainsi au fief des Da Mare de San Columbano di Rogliano jusqu'à la conquête génoise de 1592.

##### Château de Motti
Au XIe siècle ou XIIe siècle, le castello di Motti (qui veut dire « château des Signaux ») est élevé par les seigneurs Peverelli sur un site préhistorique. Motti peut désigner, comme souvent dans le nord de l'Italie, le relief naturel qui sert de support au château.
La villa de Luri était à l'origine contrôlée par la forteresse de Motti ; perchée à 584 m d'altitude en haut de la vallée, elle avait en vue la plupart des habitats. Mais le grand nombre de hameaux et surtout l'éloignement de certains d'entre eux - la villa de Luri était constituée de près de vingt lieux habités - ont conduit à construire une autre fortification au fond de la vallée, sur un éperon déjà occupé par quelques maisons dont elle reprend le toponyme : Poggi Luri, au cœur du hameau de Poggio, à 160 m d'altitude.
Le castrum de Motti sera démoli par la révolte populaire dirigée par Sambucucciu d'Alandu qui, en 1358, chassa de leurs fiefs les seigneurs, remplacés par des caporali (tribuns). Tous les châteaux sont démolis sauf 6 dont Nonza et San Colombano.
En 1390 Giovanni Da Mare, fils d'Angelo et petit-fils de Babelon, édifia à l'emplacement du château des Motti ruiné, un nouveau château. Cette place forte sera enlevée vers 1470 par les habitants de Barrettali (Barrettalinchi) dirigée par Pieretto de Falello de Leca, qui l'enlevèrent à un seigneur milanais désireux de s'approprier le fief des Da Mare à la mort de Simon Da Mare.
Carlo de Casta reconstruit, vers 1470, le castello dei Motti à Luri, afin de s'y fortifier.
Le site a été exploité par les archéologues G. Berti et L. Tongiorgi. Vidé de ses sédiments par des enfants sous la direction d'un éducateur spécialisé, il a livré un abondant mobilier ainsi que quelques petits deniers retrouvés en surface dont un guelfo grosso florentin de 1347.
Forteresse, le château servait aussi de résidence. Les pièces d'habitation de Motti ont livré un mobilier archéologique abondant, diversifié et souvent de qualité, qui témoigne de l'aisance des occupants du lieu : la vaisselle fine en céramique est remarquable par sa diversité, les vases et plats de majoliques archaïques pisanes sont de loin les mieux représentés, mais sont aussi de productions ligures, d'Italie méridionale, de Sicile, du Maghreb et d'Espagne du Sud (plats à décor bleu et de lustre métallique), voire de Provence et de Méditerranée orientale.

##### Château de Poggi Luri
Entre le milieu du XIIIe siècle et la première moitié du XIVe siècle, afin de renforcer leur réseau de six fortifications, les seigneurs Da Mare érigent deux nouveaux châteaux, Poggi Luri et Santa Margarita. Ces nouveaux châteaux sont beaucoup plus proche de la côte orientale du Cap. Paraissant destinés à servir de relais au castrum de Motti, situé beaucoup trop loin de la mer et de l'habitat, ils servent en fait au contrôle des mouillages et, d'une manière plus générale, des axes commerciaux soumis à la gabelle et autres péages.
Poggi Luri s'insère entre les châteaux de Motti et d'Oveglia. Sa construction au centre de la vallée, sur un éperon déjà occupé par quelques maisons dont elle reprend le toponyme : Poggi Luri, s'explique par le grand nombre de hameaux à surveiller. La fortification est ici construite au cœur du réseau d'habitats dispersés, sans déplacement de la population.
Le château renferme une église à l'intérieur de son enceinte. L'église San Antonio est en partie conservée, mais le château lui-même n'a laissé aucun vestige apparent. L'édifice est très modeste, à nef unique. Son chevet plat ne respectait plus les principes fondamentaux de l'architecture religieuse romane des églises dites « romanes pisanes corse ». Il a été construit très probablement au début du XIVe siècle, en même temps que le château.

### Temps modernes
- De 1556 à 1559, les Français prennent la tour et enlèvent Luri aux Génois.
- 1587 : dix galiotes barbaresques débarquent à Santa Severa. Les envahisseurs sont repoussés par les habitants de la vallée.
- 1592, Gênes profite du désaccord des héritiers de Barbara Da Mare, décédée en 1582, pour imposer son administration à la moitié nord du Cap Corse[3]. Le gouverneur génois Augustin Doria s'empare du fief et place le Cap Corse sous tutelle directe de l'administration génoise. Le fief de San Colombano devient la provincia di CapoCorso. Dans chaque commune des podestats remplacent les gonfalonniers seigneuriaux.
- Vers 1600, la pieve de Luri comptait environ 1 000 habitants. Elle avait pour lieux habités : Campu, Piazza, lo Poggio, Fieno, Spergane[21].
- Vers 1730, la pieve de Luri s'étendait sur toute la province génoise du CapoCorso, l'ancienne seigneurie San Colombano des Da Mare, représentée territorialement par la moitié septentrionale de la péninsule du Cap Corse. Elle était le centre à la fois, de la pieve judiciaire et de la pieve religieuse de Luri.
- Dès 1757, Pascal Paoli contrôle le pays ; mais les notables Cap-Corsins attendent 1762 pour se rallier à lui. Cette année, une "consulte" a lieu à Luri d'où il ressort la décision d'organiser le Cap Corse à l'image des autres provinces de l'île.
- À la fin XVIIIe siècle, Piazza disputa à Rogliano le titre de capitale du Cap Corse, mais c'est cette dernière commune qui fut choisie[22]

- 1789 - l'île appartient au royaume de France.
- 1790 - elle devient département de Corse.
- 1793 - la pieve de Seneca devient le canton de Seneca, puis en 1828 celui de Luri.
- 1793 - Luri fait partie du district de Bastia, dans le département de El Golo (correspondant à l'actuelle Haute-Corse) ;
- 1801 - Luri fait partie de l'arrondissement de Bastia.
- 1811 - El Golo fusionne avec le Liamone (correspondant à l'actuelle Corse-du-Sud) pour ne former que le seul département de Corse.

Luri a connu depuis le début XIXe siècle une diminution de son activité agricole et de sa démographie, moins sensible toutefois que dans la plupart des autres communes du Cap Corse.

### Époque contemporaine
- 1954 - Le canton de Luri était formée des communes de Barrettali, Cagnano, Luri, Meria et Pino, avec Rogliano pour chef-lieu. La commune comptait à l'époque 812 habitants.
- 1971-1973 - Le canton de Capo Bianco est créé avec la fusion imposée des anciens cantons de Rogliano et Luri.
- 1975 - Les départements de Haute-Corse et Corse-du-Sud sont créés.

## Politique et administration

### Liste des maires
| Période                                  | Période  | Identité                   | Étiquette | Qualité                                                |
| ---------------------------------------- | -------- | -------------------------- | --------- | ------------------------------------------------------ |
| 2020                                     | En cours | SANTUCCI Anne-Laure        | REG       | Enseignante                                            |
| 2014                                     | 2020     | CERVONI Dominique          | REG       | Artisan                                                |
| 2008                                     | 2014     | GERMONI Georges            |           |                                                        |
| 2007                                     | 2008     | SANTUCCI Antoine (intérim) |           |                                                        |
| 2002                                     | 2007     | DI MARCO Antoinette        |           |                                                        |
| 2002                                     | 2002     | SANTUCCI Antoine (intérim) |           |                                                        |
| 1983                                     | 2002     | CERVONI Dominique          | SE        | Conseiller général du canton de Capobianco (1988-2002) |
| 1947                                     | 1983     | LEANDRI Sauveur            |           |                                                        |
| 1945                                     | 1947     | DOMINICI Etienne           |           |                                                        |
| 1900                                     | 1945     | FRANCESCHI Jean            |           |                                                        |
| 1899                                     | 1900     | MORELLI Philippe           |           |                                                        |
| 1893                                     | 1899     | DE TOMEI Albert            |           |                                                        |
| 1872                                     | 1893     | GIUSEPPI Félix             |           |                                                        |
| 1871                                     | 1872     | TOMEI Dominique            |           |                                                        |
| 1867                                     | 1871     | TOMEI Jean Baptiste        |           |                                                        |
| 1852                                     | 1867     | GIUSEPPI Félix             |           |                                                        |
| 1848                                     | 1852     | GIUSEPPI Antoine Jacques   |           |                                                        |
| 1844                                     | 1848     | TOMEI François Antoine     |           |                                                        |
| 1843                                     | 1844     | VECCHINI Marc              |           |                                                        |
| 1841                                     | 1843     | BERNARDI Joseph Antoine    |           |                                                        |
| 1839                                     | 1841     | VECCHINI Dominique         |           |                                                        |
| 1836                                     | 1839     | DOMINICI Annibal           |           |                                                        |
| 1834                                     | 1836     | VECCHINI Dominique         |           |                                                        |
| 1832                                     | 1834     | ESTELA Joseph              |           |                                                        |
| 1830                                     | 1832     | DOMINICI Annibal           |           |                                                        |
| 1824                                     | 1830     | GIUSEPPI Antoine Jacques   |           |                                                        |
| 1819                                     | 1824     | ESTELA Joseph              |           |                                                        |
| ?                                        | 1819     | DE MARI Jean-Etienne       |           |                                                        |
| 1814                                     | ?        | DOMINICI Antoine           |           |                                                        |
| 1813                                     | 1814     | VECCHINI François          |           |                                                        |
| 1809                                     | 1813     | GIUSEPPI Antoine Jacques   |           |                                                        |
| 1804                                     | 1809     | CERVONI Pierre             |           |                                                        |
| 1801                                     | 1804     | VECCHINI François          |           |                                                        |
| Les données manquantes sont à compléter. |          |                            |           |                                                        |

## Population et société

### Démographie
L'évolution du nombre d'habitants est connue à travers les recensements de la population effectués dans la commune depuis 1800. Pour les communes de moins de 10 000 habitants, une enquête de recensement portant sur toute la population est réalisée tous les cinq ans, les populations de référence des années intermédiaires étant quant à elles estimées par interpolation ou extrapolation. Pour la commune, le premier recensement exhaustif entrant dans le cadre du nouveau dispositif a été réalisé en 2004.

En 2022, la commune comptait 857 habitants, en évolution de +3,38 % par rapport à 2016 (Haute-Corse : +5,15 %, France hors Mayotte : +2,11 %).
| 1800  | 1806  | 1821  | 1831  | 1836  | 1841  | 1846  | 1851  | 1856  |
| ----- | ----- | ----- | ----- | ----- | ----- | ----- | ----- | ----- |
| 1 141 | 1 174 | 1 180 | 1 335 | 1 500 | 1 662 | 1 803 | 1 848 | 1 890 |

| 1861  | 1866  | 1872  | 1876  | 1881  | 1886  | 1891  | 1896  | 1901  |
| ----- | ----- | ----- | ----- | ----- | ----- | ----- | ----- | ----- |
| 1 807 | 2 011 | 1 838 | 2 040 | 1 994 | 1 935 | 1 886 | 1 963 | 1 726 |

| 1906  | 1911  | 1921  | 1926  | 1931  | 1936  | 1946  | 1954 | 1962 |
| ----- | ----- | ----- | ----- | ----- | ----- | ----- | ---- | ---- |
| 1 600 | 1 600 | 1 536 | 1 507 | 1 525 | 1 504 | 1 044 | 888  | 622  |

| 1968 | 1975 | 1982 | 1990 | 1999 | 2004 | 2006 | 2009 | 2014 |
| ---- | ---- | ---- | ---- | ---- | ---- | ---- | ---- | ---- |
| 615  | 540  | 564  | 671  | 750  | 748  | 733  | 676  | 845  |

| 2019 | 2022 | - | - | - | - | - | - | - |
| ---- | ---- | - | - | - | - | - | - | - |
| 848  | 857  | - | - | - | - | - | - | - |

Luri a compté jusqu'à 2 040 habitants en 1876.

### Manifestations culturelles et festivités

#### Fiera di u Vinu di Luri
A fiera di u Vinu (« foire du vin ») est un évènement agricole qui comme son nom l'indique, est centré sur la thématique des vins de Corse. Elle se déroule à Piazza, le centre du village, chaque premier week-end de juillet, depuis 1989. Tous les vins d'appellation de Corse y sont présentés, notamment ceux produits par les vignobles du Cap Corse. Un concours régional avec une dégustation des vins de Corse a lieu annuellement.
Cette manifestation rassemble divers artisans régionaux, et offre également des spectacles de chants corses. À noter quelquefois, la participation de l'association Cucina Corsa qui propose sa remarquable cuisine confectionnée à partir des produits du terroir, rehaussé par les vins de Corse.

### Cultes
Il n'existe qu'un seul lieu de culte, catholique, à Pietracorbara. L'église paroissiale Saint-Pierre-de-Piazza relève du diocèse d'Ajaccio. En été, des concerts y sont donnés.
- Le 29 juin, ou le dimanche suivant, sont fêtés les saints patrons Petru e Paulu
- Le 8 décembre est fêtée l'Immaculée Conception.

### Sports

#### Randonnées

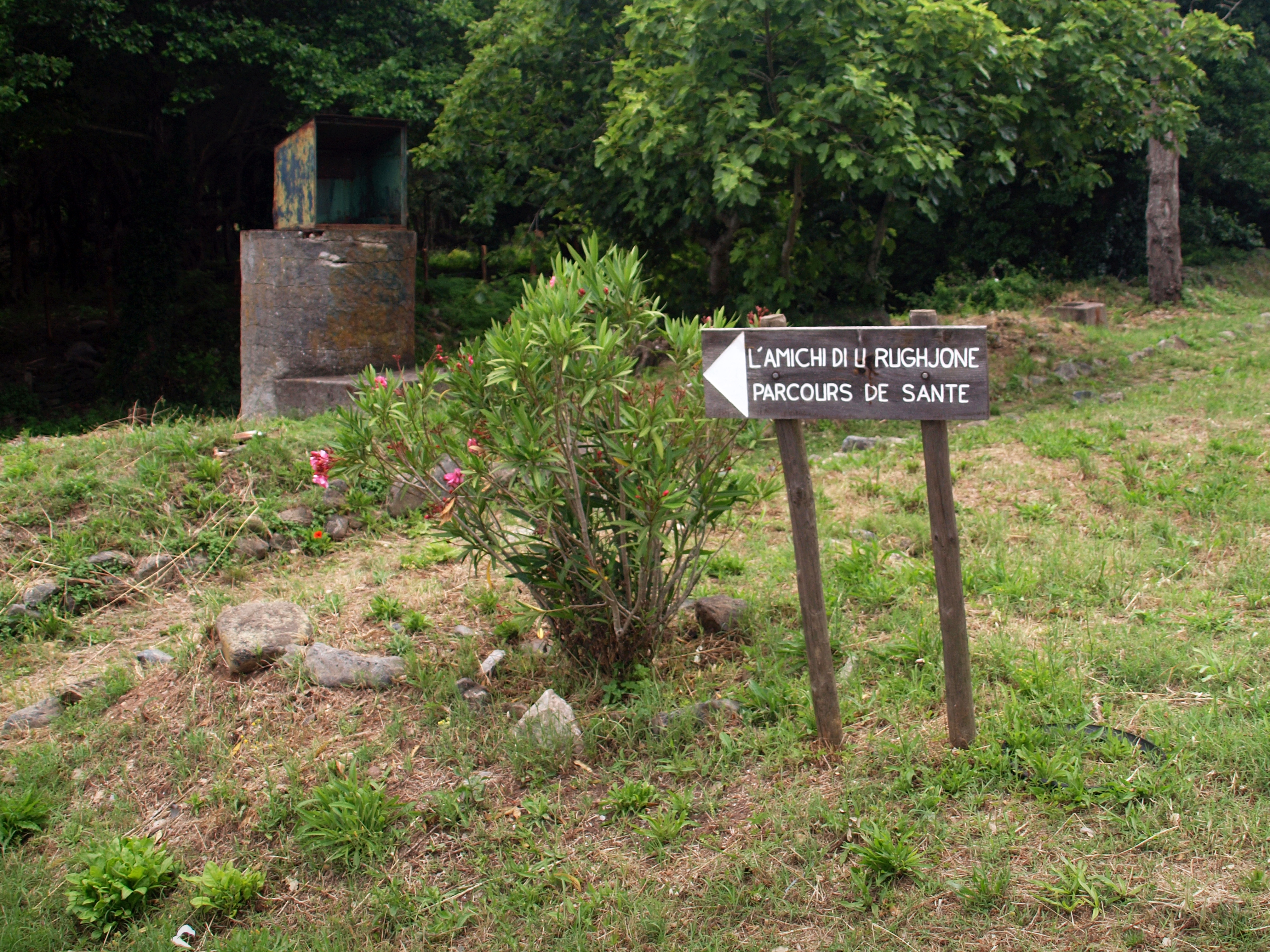
Parcours de santé.

Il existe de nombreux sentiers permettant de découvrir les remarquables paysages et sites de la commune ( tours, chapelles, Lurinum, etc.). En voici certains :
- parcours de santé dans la vallée du Luri, sur les bords aménagés du cours d'eau par l'association L'Amichi di u Rughjone ;
- sentier partant de Campu et permettant d'accéder à la fois à la chapelle San Sebastianu e San Salvadore, et aux ruines de Mata. Il est possible de faire le circuit en boucle en suivant le sentier des crêtes. De la chapelle, il est aussi possible de se rendre aux ruines de Muraccie (Meria) par un moins bon sentier ;
- sentier des 3 tours de Luri, (Torre di Seneca, Tour de Fundali et tour de Piana), à prendre à partir d'Alzetu ou de Fieno ;
- parcours préhistorique à Luri : circuit en boucle au départ du hameau de Fieno. Le sentier permet de grimper au sud de la Bocca di u Pinzu a Verghine (593 m - Barrettali) où se dressent 5 menhirs (datés de 1900 av. J.-C.) ; il passe ensuite les crêtes alentour et la tour de Sénéque. Au nord de Pinzu à Verghine (Pic à la Vierge), nom donné à un bloc de schiste de 9 m de haut, de nombreux tafoni (cavités) ont été creusés par l'érosion et peuvent servir d'abris ;
- sentier des crêtes du Cap Corse : il a été ouvert en 2007, est balisé d’un rectangle rouge et est long de 48 kilomètres. Il relie le port de Toga (Bastia) jusqu'à Centuri-Port. Il traverse la commune de Luri depuis les flancs orientaux de Punta di Gulfidoni (606 m) au nord, passe par le col de Santa Lucia, jusqu'à Pinzu à Verghjne (593 m) au sud. Ce sentier de randonnée est un parcours pour marcheurs confirmés ; il comporte des dénivelés de 500 à 800 m.

## Économie

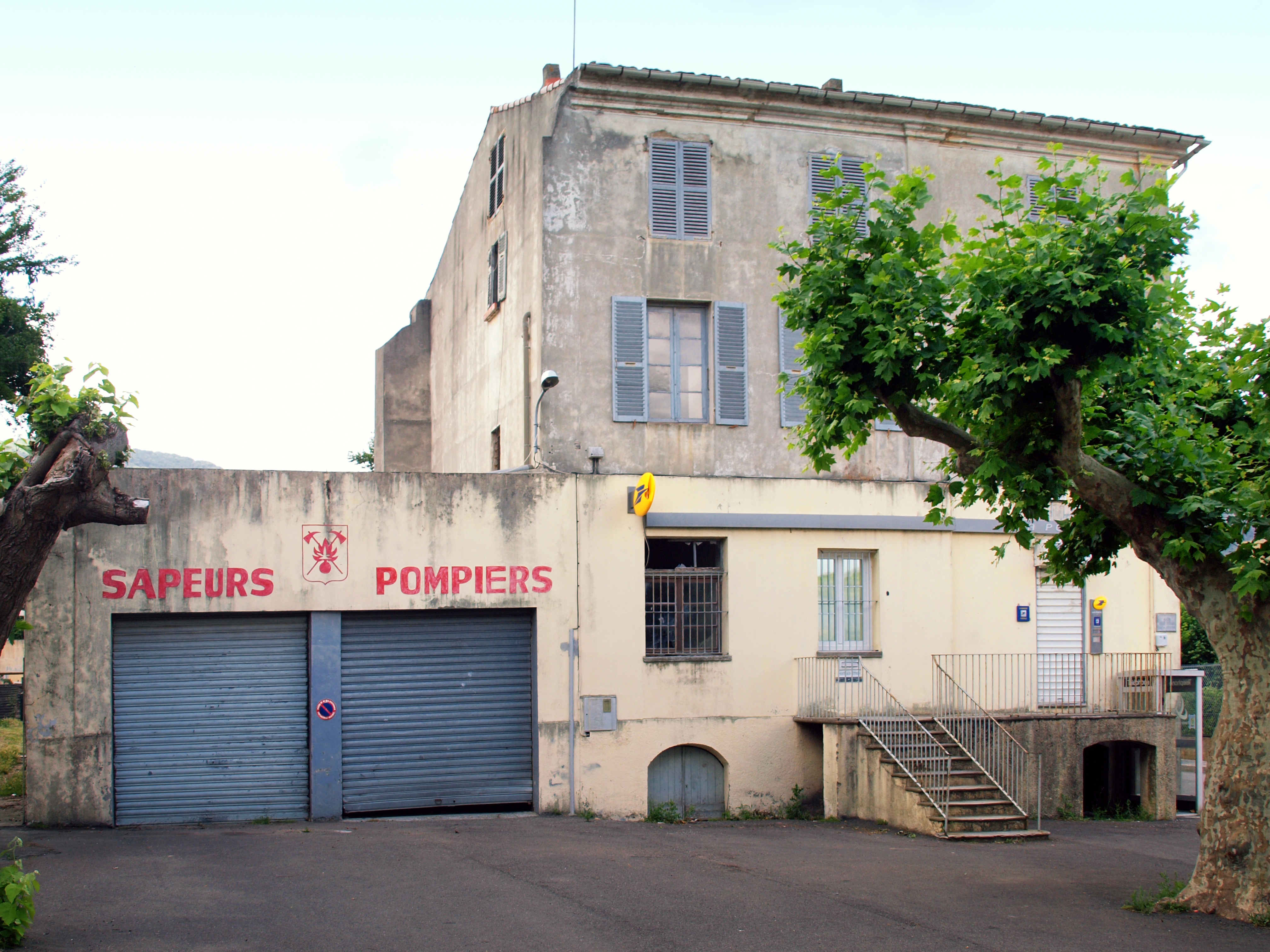
L'ancienne caserne des sapeurs pompiers et la Poste.

En 1875, Luri était une commune prospère, épargnée des grands raids sarrasins. La vallée comptait 2 040 habitants, 177 ha de vignes, 96 ha d'oliviers, 55 ha de châtaigniers, 10 ha d'agrumes, 300 ha couverts de lin, chanvre et légumes vairés, un cheptel de plus de 1 000 têtes de gros bétail, 18 moulins à grains le long du Luri, et des plantations de mûriers suffisamment nombreuses pour permettre la filature de la soie à Luri même, sans oublier le chantier de construction navale à Santa Severa. Jusqu'en 1964, l'usine de tannin de Ponte-Leccia recevra en partie son bois de Luri.
À la fin du XIXe siècle - début du XXe siècle, nombreux sont les Lurèsi à avoir quitté leur terre natale. Beaucoup sont partis sur le Continent, d'autres ont émigré aux Amériques (à Mayagüez de Porto Rico, un Mari-Ramos descendant d'un Mari de Luri, commercialise une marque de café nommée Luri). La commune a également payé un lourd tribut lors des dernières guerres mondiales.
Luri est une commune qui de nos jours dispose de maints atouts, notamment : 
- éducation : il y a un collège d'enseignement général et une école primaire ;
- santé : une clinique, une maison de retraite, un podologue, des kinésithérapeutes et un médecin généraliste ;
- sécurité : une gendarmerie, une caserne de sapeurs-pompiers. En décembre 2008 a été inaugurée la nouvelle caserne des sapeurs-pompiers de Luri, à l'entrée orientale de Piazza ;
- plaisance : un port à Santa Severa avec capitainerie ;
- sport : un stade de football, un parcours de santé et un club de handball ;
- tourisme : de nombreux établissements hôteliers et de restauration, un camping.

Les quelques hectares de vigne cultivée aujourd'hui (Domaine Pieretti à Santa Severa), sont plantés en coteaux très proches de la mer. Les vins AOC produits, plusieurs fois médaillés, sont de nos jours reconnus sur et en dehors de l'île. Le muscat a l'appellation contrôlée muscat du Cap-Corse.

## Culture locale et patrimoine

### Lieux et monuments
- Fontaine à Piazza.

#### Monument aux morts
Le monument aux morts est situé au hameau de Piazza.

#### Tour de Sénèque

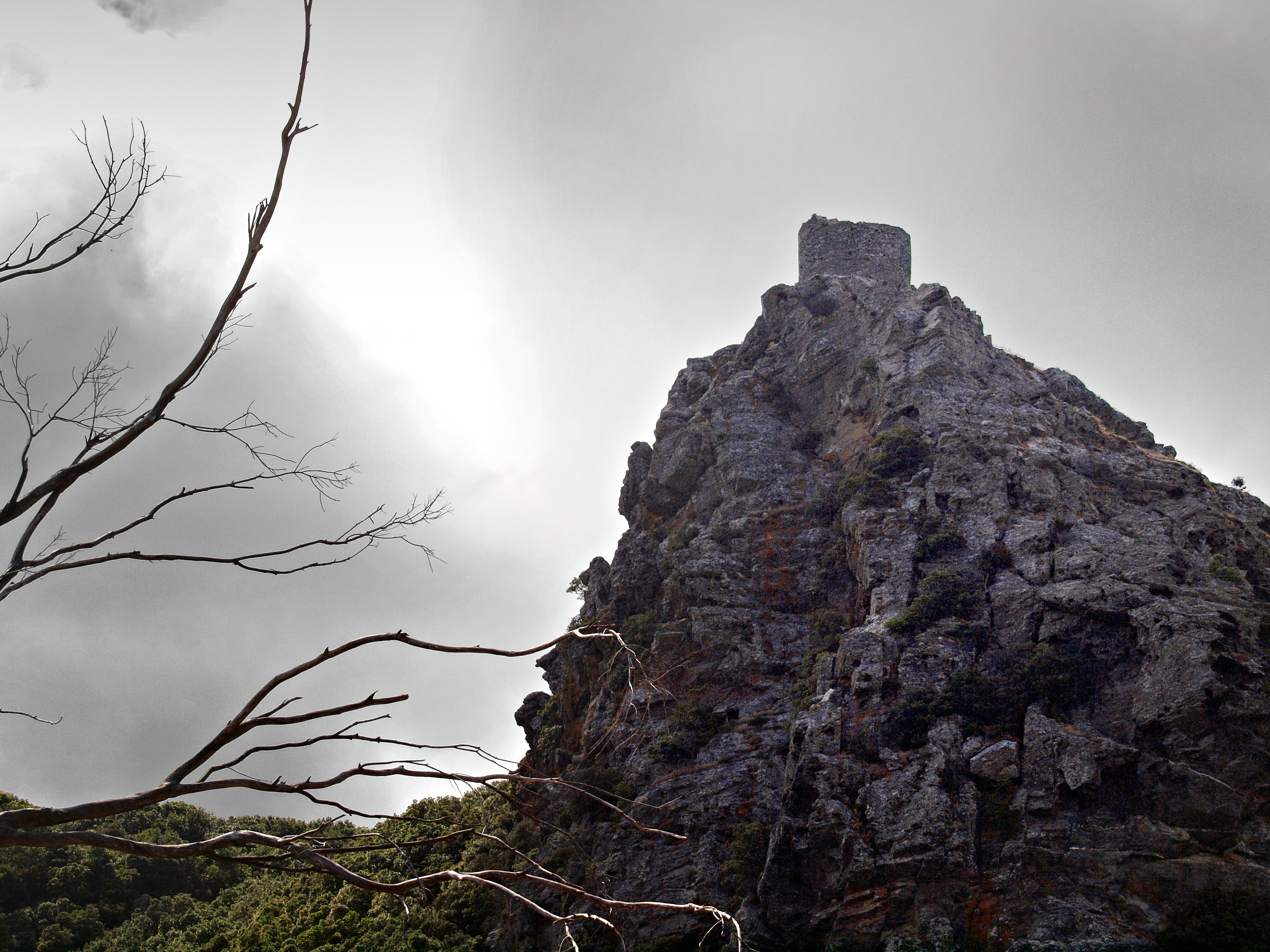
Tour de Sénèque.

La tour de Sénèque, dite « ancien donjon » (Torre di Seneca) date du XVIe siècle. Édifiée « à cheval » sur Pino et Luri sur un piton rocheux à 564 m d'altitude, la tour ronde (en fait un donjon), est un remarquable belvédère offrant la vue sur les mers Ligure et Tyrrhénienne. Elle est accessible depuis le col de Sainte-Lucie (381 m) par une petite route menant jusqu'à l'ancien couvent Saint-Nicolas (désaffecté, celui-ci a été transformé de nos jours en gîtes sous la dénomination « Les Gîtes Sénèque »). De l'aire de stationnement, un sentier permet d'accéder à la tour, à travers un haut maquis.
La Torre di Seneca, dotée de citerne. Jusqu'à preuve du contraire, on ne peut affirmer qu'elle ait été construite à l'emplacement d'une tour plus ancienne que les Romains auraient construite comme poste de surveillance.
De 1556 à 1559, les Français prennent la tour et enlèvent Luri aux Génois.
Protégée depuis 1840, la tour est classée Monuments historiques par liste de 1840.

#### Autres tours
- Tour carrée de Fundali, partiellement ruinée. Au XVIe siècle, cette tour servait de résidence au seigneur de Luri Supranu.
- Tour carrée de Piana. Elle se dresse à Piana, à 500 m à l'est de la tour de Fundali.

#### Église paroissiale Saint-Pierre-de-Piazza
L'église Saint-Pierre-de-Piazza  dédiée à saint Pierre et saint Paul (SS. Pietro e Paolo), a été édifiée à la fin du XVIe siècle ou au début du XVIIe siècle, à l'emplacement d'un sanctuaire médiéval du IXe siècle, en remplacement d'un sanctuaire paléochrétien.
En 1751, l'ancienne église piévane est érigée en collégiale par le pape Benoît XIV. Le curé porte alors le titre d'archiprêtre. En 1793, la collégiale est supprimée. Des travaux d'agrandissement ont été entrepris à partir de 1836 (sacristie, collatéral), mais ont été suspendus faute de ressources.
D'architecture baroque classique, l'église possède des éléments remarquables :
- Le clocher s'élève au sud, accolé à l'édifice. De plan carré et à cinq étages, il daterait de 1595.
- L'intérieur se compose d'une nef séparée de ses deux collatéraux par des arcs en plein cintre. La voûte est ornée de peintures en trompe-l'œil. Six chapelles s'ouvrent sur les collatéraux. La demi-voûte à arêtes du chœur est ornée de peintures sur fond doré.

Clocher et décor intérieur sont protégés et inscrits Monuments historiques par arrêté du 2 août 1990.
Elle renferme des œuvres remarquables, toutes propriété de la commune et classées Monuments historiques :
- tableau La Vierge des sept douleurs entre sainte Cécile et saint François, du XVIIIe siècle[29],
- retable, tableau Les Âmes du Purgatoires, du 2e quart XVIIIe siècle[30],
- tableau Saint Augustin ou saint Jérôme, de la fin XVIIe siècle[31],
- tableau La Vierge et l'Enfant entourés d'anges musiciens du début XVIe siècle[32],
- tableau L'Annonciation, du milieu XVIe siècle[33],
- panneaux peints (éléments d'un retable incomplet) Saint Pierre, Saint Paul, Domine quo vadis, Le Christ et les Apôtres, du début XVIe siècle[34].
- meuble de sacristie classé[35],
- stalles du chœur[36],
- orgue de tribune : partie instrumentale de l'orgue[37],
- orgue de tribune[38],
- orgue de tribune : buffet d'orgue ; tribune d'orgue[39].

Des concerts sont donnés dans l'église pendant l'été.

#### Ancien couvent San Nicolao
Situé au pied du rocher portant la tour de Sénèque, parmi les chênes verts, les pins et des eucalyptus, le couvent San Nicolao avait été édifié au XVIe siècle par des Capucins. Désaffectés, les bâtiments du couvent ont abrité de 1930 à 1984 la "Maison des Enfants de Luri", établissement scolaire pour 70 enfants en 1975. De nos jours il est devenu un lieu d'hébergement sous la dénomination « Les Gîtes Sénèque ».
Le couvent avait été édifié sur l'emplacement d'un ancien château bâti en 1390 par Giovanni Da Mare (fils d'Angelo, petit-fils de Babelon) pour remplacer le Castel di Motti démoli par la  révolte populaire de 1358. Ce château avait été élevé au XIe siècle ou XIIe siècle par les seigneurs Peverelli, sur un site préhistorique. Vers 1470 le château est pris par les Barrettalinchi (habitants de Barrettali).
Le Vendredi saint s'y déroulaient, jusqu'à la fin du XIXe siècle, une procession avec les confréries de Luri et de Pino, communes voisines. La granitula était exécutée sur le parvis du couvent.

#### Autres édifices religieux
Tous les anciens villages de Luri possèdent au moins une chapelle. En voici une liste non exhaustive :
- Chapelle de la confrérie Sainte-Croix (Santa Croce). Elle renferme des œuvres remarquables : maître-autel, retable et un tableau L'Annonciation, classées Monuments historiques[40].
- Chapelle Santa Catarina à Santa-Severa
- Chapelle Santa Maria Natività (Notre-Dame de Lavasina) à Tufo
- Chapelle San Sebastianu à Campu
- Chapelle San Salvadore e San Sebastianu et son campanile éloigné de 80 m, bâti sur l'emplacement d'un sanctuaire du Xe siècle au nord-ouest de Campu
- Chapelle de la Cuncezziòne à Renula. L'Immaculée Conception a été déclarée en 1736 « Reine » de la Corse
- Chapelle SS. Giacomu e Filippu à Piazza
- Chapelle San Roccu à San Roccu
- Chapelle La Madònna di u Càrmine Notre-Dame du Mont-Carmel à Castiglione
- Chapelle San Giuvanni-Battista à Castello
- Chapelle San Michele Vecchiu au sud de Castello
- Chapelle Sant'Antone au cœur de Spergane
- Chapelle A Trinità (la Trinité) à Liccetu
- Chapelle Sant'Erasmu à Piana
- Église San Antonio du XIVe siècle. Elle se trouvait dans l'enceinte du château de Poggio Luri aujourd'hui disparu

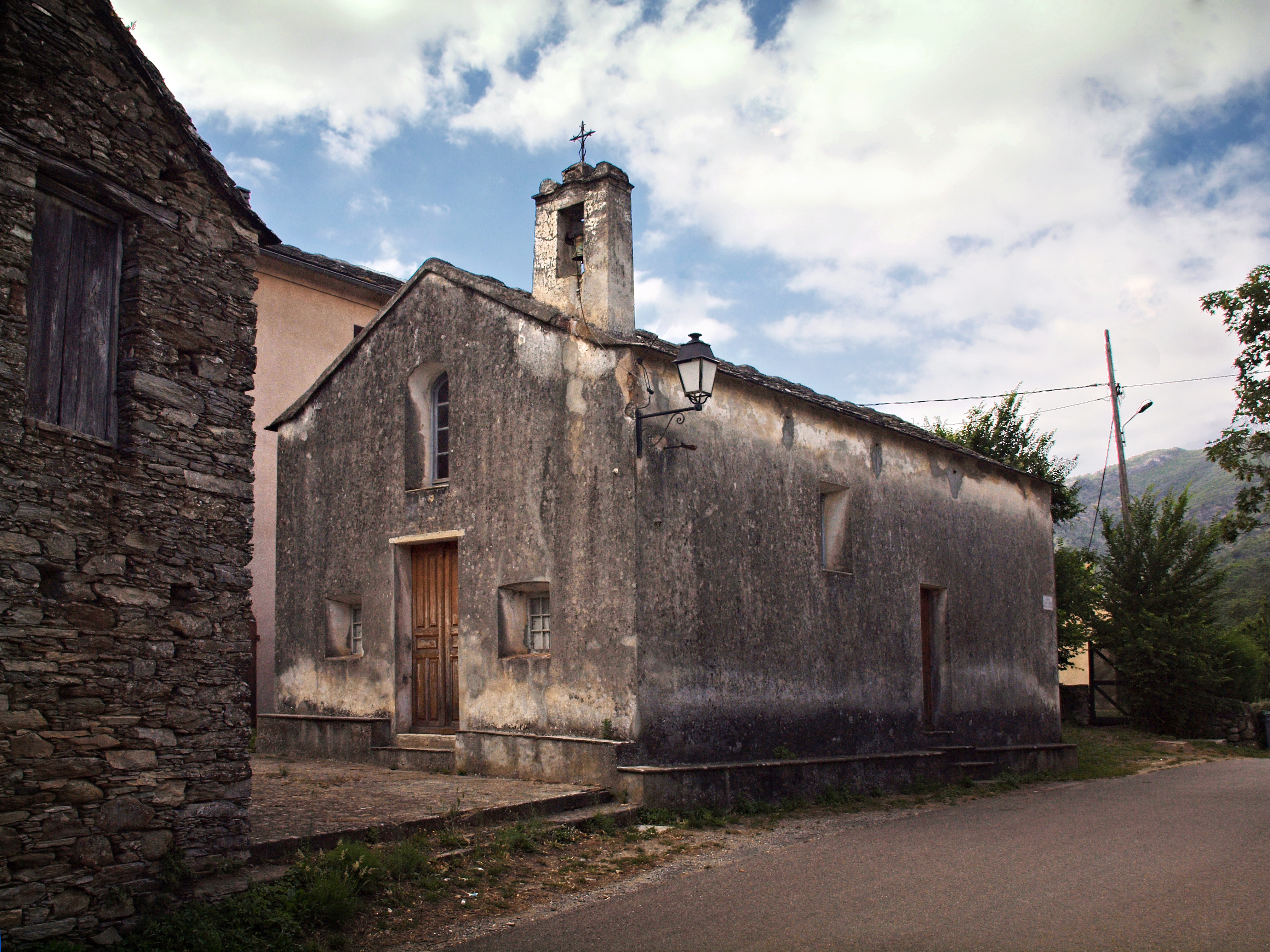
Chapelle san Roccu, à San Roccu.
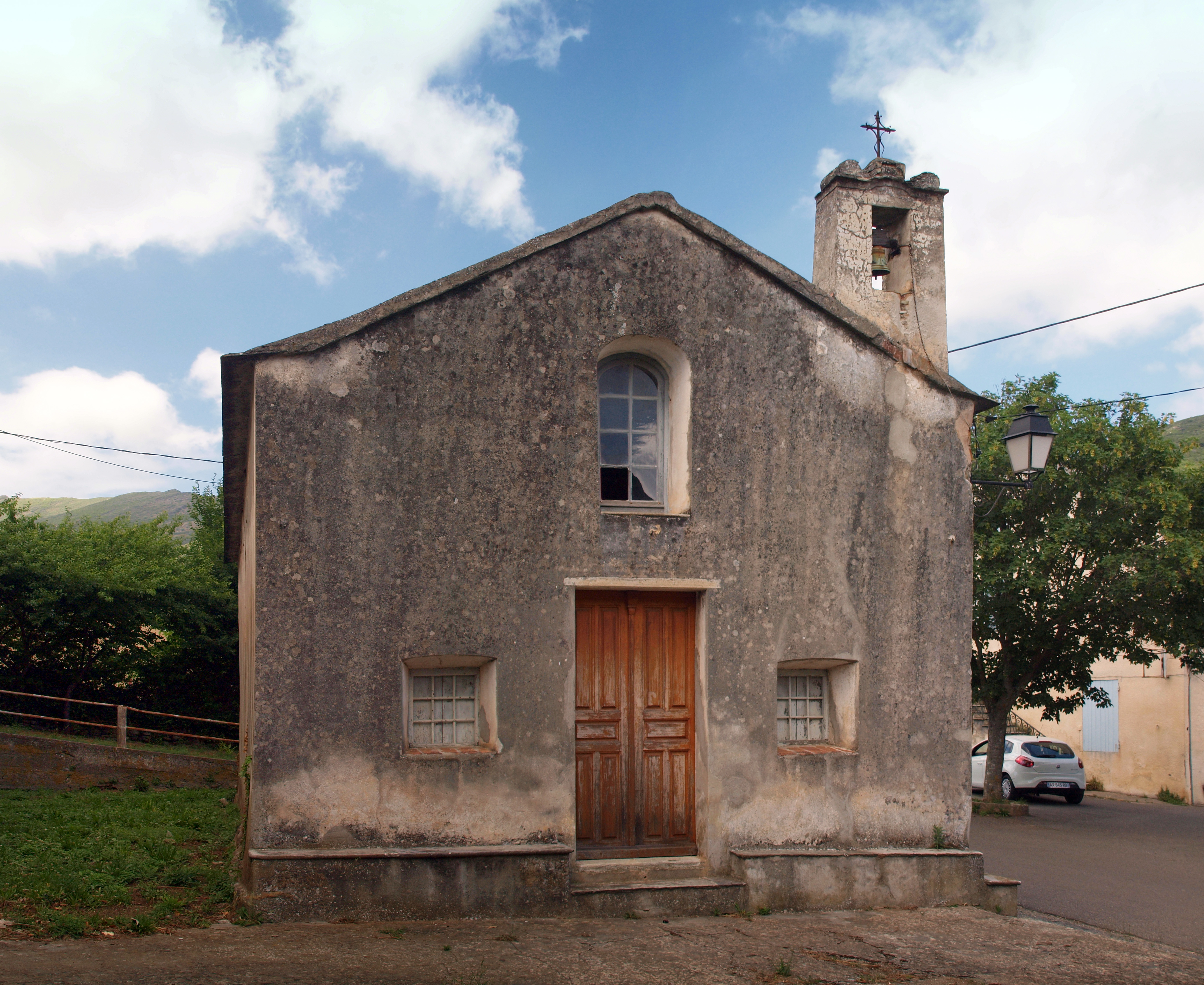
Façade de la chapelle san Roccu.
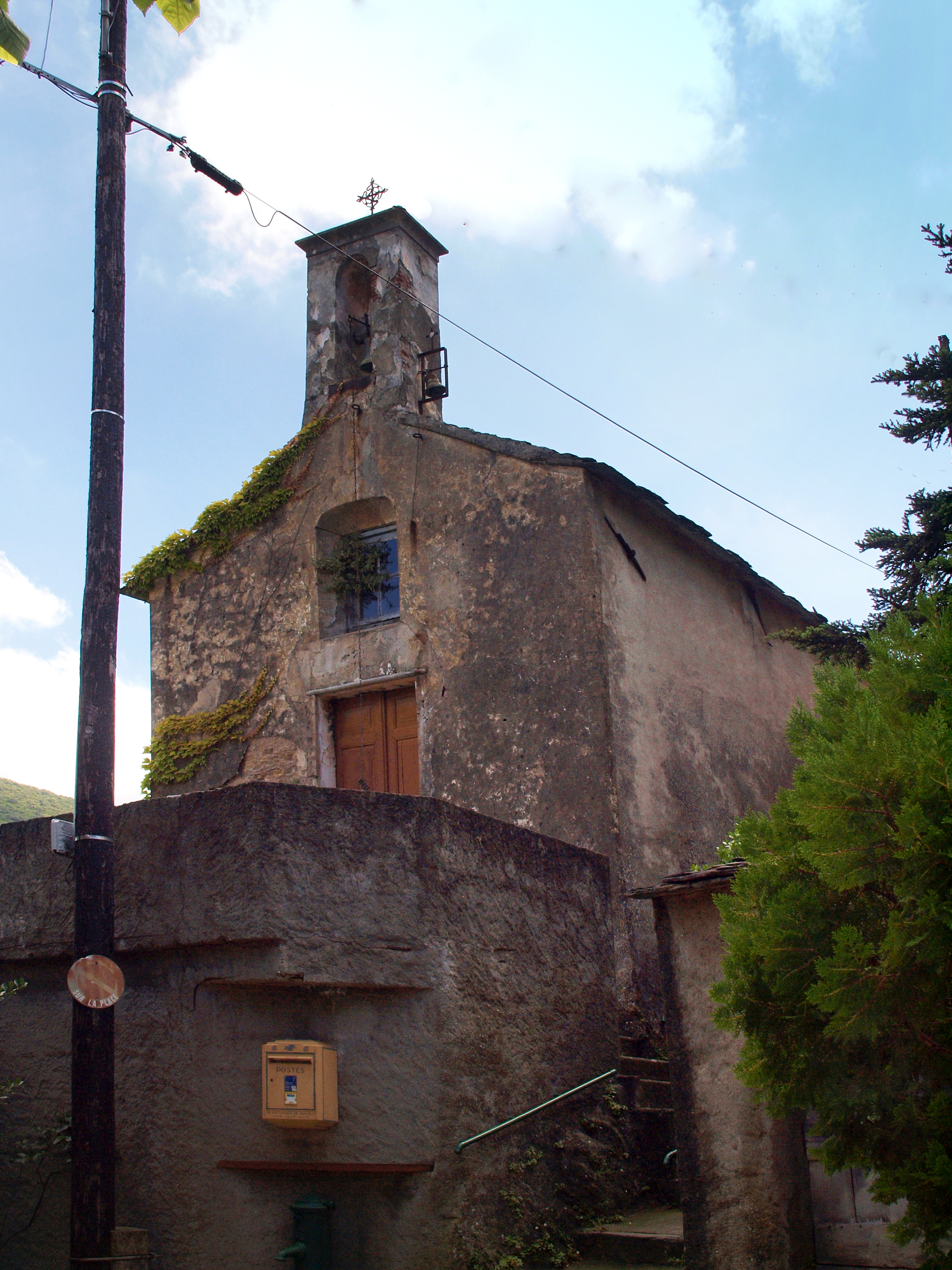
Chapelle san Antonio (saint Antoine l'Ermite), à Poggio.

### Patrimoine culturel

#### Mine d'antimoine dite mine de Luri
La commune possède à Castello et Spergane, des mines d'antimoine qui ont créé une activité minière pendant plus d'un demi-siècle. La mine de Pastinu à Castello a été exploitée en premier, de 1863 à 1887, par des concessionnaires locaux, puis jusqu'en 1890 par un syndicat ouvrier. En 1890, l'exploitation est cédée à la « Société Wiens Novelli & Southwell » créée avec le soutien de capitaux anglais. En 1904, la société anglaise cède à son tour l'exploitation à une société italienne "Miniere e fonderie d'antimonio". Pastinu fermé en 1914, c'est le filon de Spergane qui est ensuite exploité mais peu de temps.
La mine a occupé 78 ouvriers en 1878. Entre 1890 et 1897, ce sont 130 à 200 ouvriers, en grande partie originaires de Toscane, qui y sont employés annuellement. En 1899, ils ne sont plus que 30.
Dès 1866, cette activité minière a amené des hommes à creuser un puits de 24 m de profondeur dit "Via Nota", puis, à compter de 1870, un second puits, "Terra Rossa", au creusement jusqu'à sa fermeture de plus de 4 km de galeries, 400 m de puits et 250 m de travers-bancs, pour extraire 3 400 tonnes de minerai.
Le site est repris à l'Inventaire général du patrimoine culturel (documentation préalable), dossier versé le 10 août 2006.

#### Jardin d'agrément de la villa Laetitia
Situé en bordure de la route D 180 à Piazza, le jardin d'agrément de la villa Laetitia Piazza est repris à l'Inventaire général du patrimoine culturel (documentation préalable), dossier versé le 4 mars 2003.

#### Terrasses agricoles dites terrasses Seguy-Crescioni, et jardin d'agrément
Les terrasses agricoles dites terrasses Seguy-Crescioni, et jardin d'agrément sont repris à l'Inventaire général du patrimoine culturel (documentation préalable), dossier versé le 4 mars 2003.

### Patrimoine naturel
La commune de Luri est concernée par trois ZNIEFF de 2e génération :

#### ZNIEFF
Luri est concernée par quatre ZNIEFF de 2e génération :
Santa Severa/Luri
La ZNIEFF 940031052 Santa Severa/Luri La Marine de Santa Severa est localisée sur la côte Est du Cap Corse au niveau de l’estuaire du ruisseau de Luri. Celui-ci présente un écoulement intermittent tandis qu’il ne devient que saisonnier (type oued) sur le périmètre inscrit en ZNIEFF jusqu’à 250 mètres de la mer. À partir de là et jusqu’à l’estuaire, le lit élargi est plus longuement en eau.
Chênaies vertes du Cap Corse
La ZNIEFF 940004078 Chênaies vertes du Cap Corse (elles sont au nombre de onze et concerne quinze communes), s'étend depuis Farinole à la base du cap, jusqu'à la commune de Rogliano au nord-est et à la commune de Morsiglia au nord-ouest. « Elles représentent les derniers vestiges d'une végétation qui recouvrait en grande partie les montagnes et les versants de cette région fréquemment ravagée par les incendies. [...] Sur la commune de Luri, entre Tufo et Castiglione, on rencontre des chênes verts avec par endroits, des chênes lièges, des châtaigniers vers Tufo et une série de ripisylves à frênes-ornes le long des petits ruisseaux. Toujours sur socle schisteux, ce paysage vallonné a été fortement ravagé par le feu et ne subsistent que quelques "bras" boisés dans les talwegs, parmi un maquis à arbousiers et bruyères arborescentes ».
Crêtes asylvatiques du Cap Corse
La ZNIEFF 940004076 Crêtes asylvatiques du Cap Corse englobe la quasi-totalité de la crête centrale du Cap Corse, du col de Teghime (Barbaggio) au sud jusqu'à la Punta di Gulfidoni au nord du col de Santa Lucia (communes de Morsiglia et Meria). La zone qui s'étend sur vingt communes, y compris Bastia, est recouverte de maquis, fruticées, pelouses et milieux rupestres.

### Personnalités liées à la commune
- Dominique-André Cervoni (1834-1890), navigateur et aventurier, né au hameau de Campo, qui navigua et devint ami avec le futur grand écrivain anglais Joseph Conrad, lequel immortalisa Dominique Cervoni en s'inspirant de lui pour plusieurs personnages de ses romans (Le miroir de la mer, Nostromo, typhon, Lord Jim, Le frère de la côte, etc.). En février 1921 Joseph Conrad fit un séjour en Corse avec son épouse, en partie pour revenir sur les traces de son ancien ami navigateur Dominique Cervoni  . Une plaque en mémoire de Dominique Cervoni et de son amitié avec Joseph Conrad est apposée sur sa maison natale, dans la rue principale
- Jean Toussaint Luciani, alias Jeannot (1924-1945). Originaire de Luri. Résistant. Blessé à Suarte et incarcéré à Sartène, il s'engage et est tué au combat en Alsace en 1945. Une rue porte son nom à Luri. Son nom figure sur le monument aux morts de la commune de Luri.
- Simon Crescioni, peintre (1924-2008).
- Michel Padovani (1962-), ancien footballeur français.